# Nordirlandkonflikt

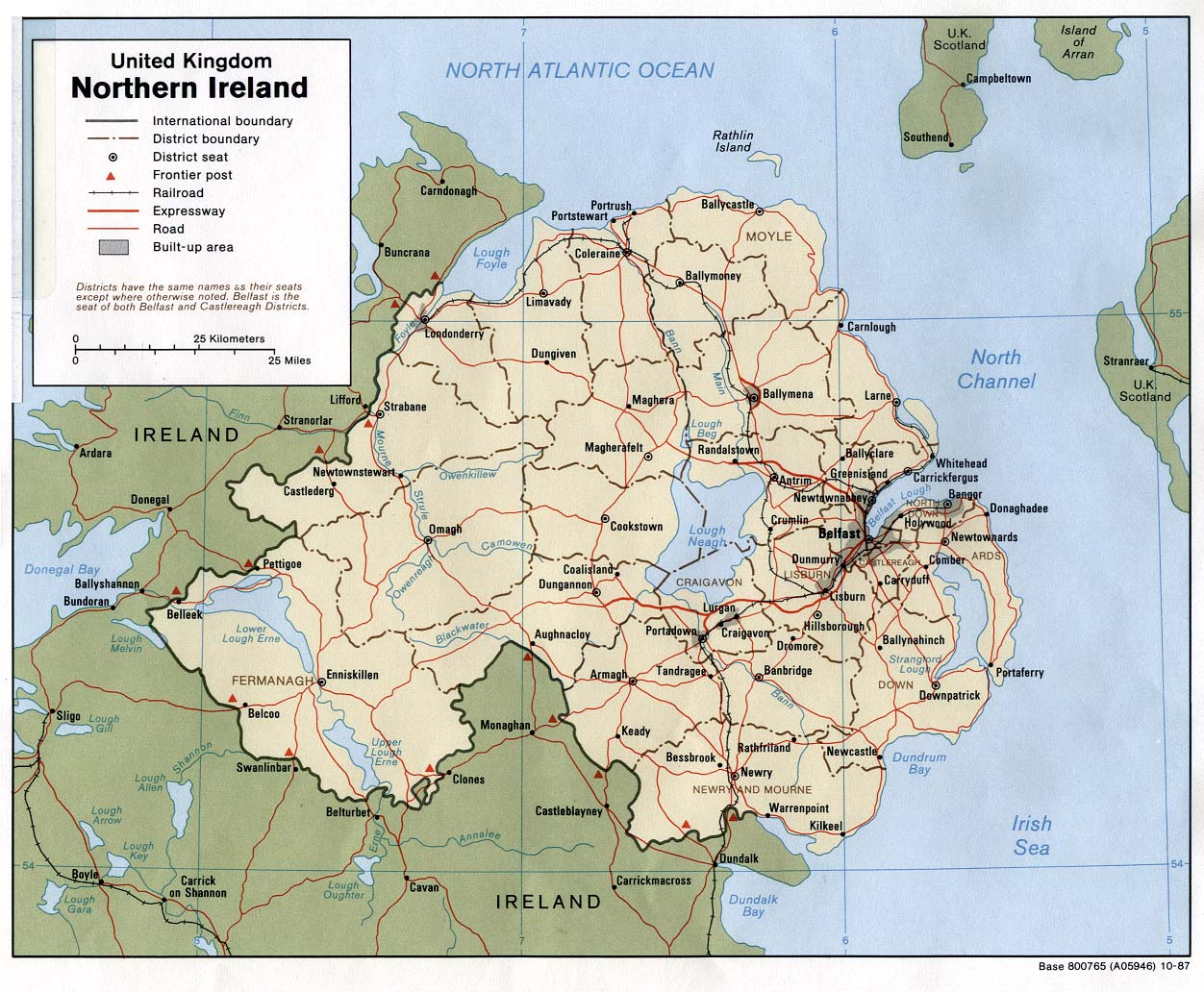
Karte von Nordirland

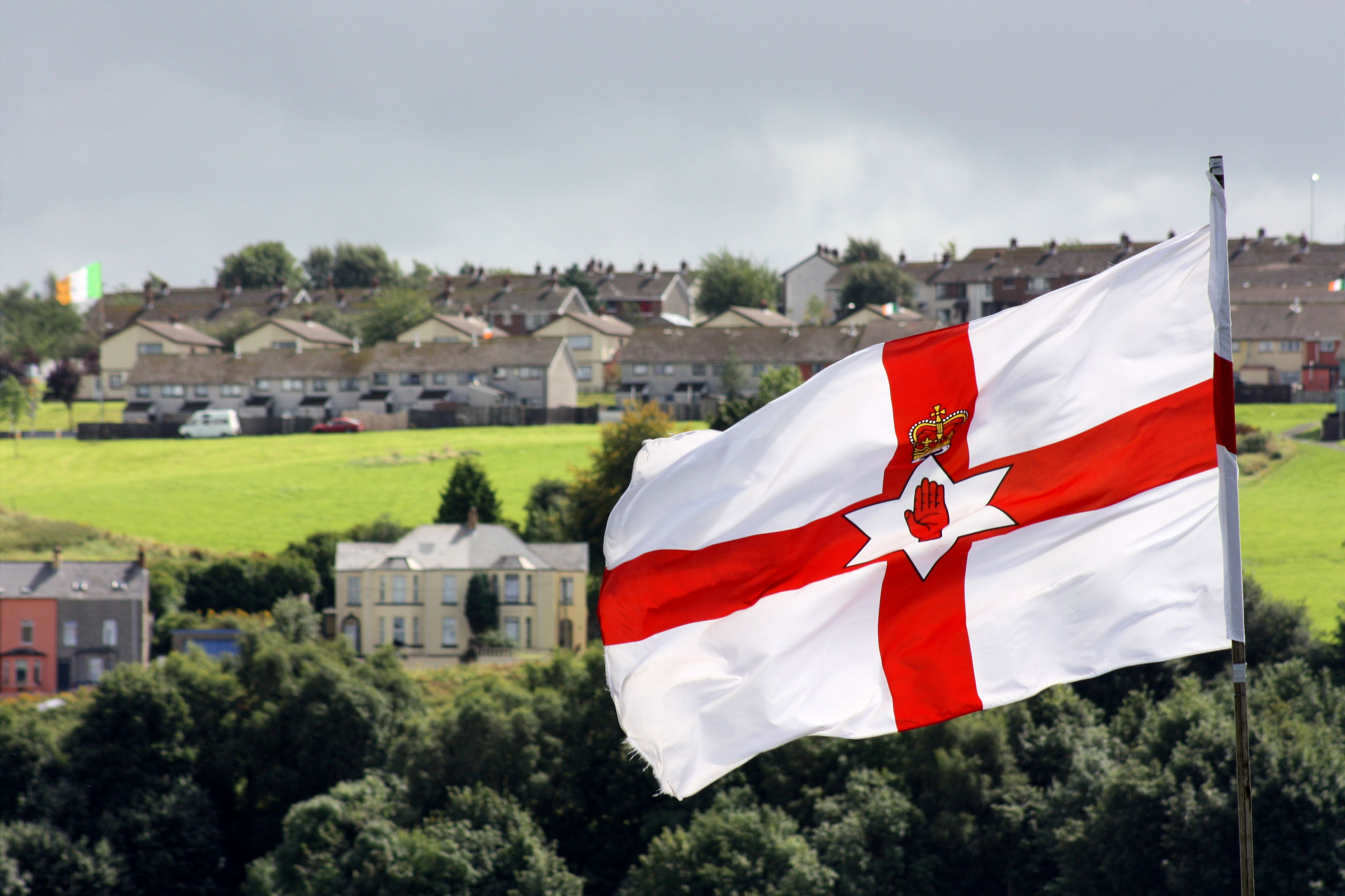
Fountain Area in Derry: Unionistische Flagge im Vordergrund. Im Hintergrund die irische Flagge

Der Nordirlandkonflikt (englisch The Troubles, irisch Na Trioblóidí) ist ein bürgerkriegsartiger Identitäts- und Machtkampf zwischen zwei Bevölkerungsgruppen in Nordirland:
- einerseits den Protestanten, meist Nachkommen englischer und schottischer Einwanderer, die als Unionisten oder Loyalisten ein Teil des Vereinigten Königreichs Großbritannien bleiben wollen (siehe Plantation of Ulster) und
- andererseits den Katholiken, die sich als Republikaner für ein vereinigtes Irland, also für die Loslösung aus dem Vereinigten Königreich und die Vereinigung mit der katholisch geprägten Republik Irland einsetzen.

Der Konflikt zwischen diesen beiden Gruppen geht letztlich auf die englische Eroberung Irlands zurück, bestand also bereits lange, bevor Nordirland nach dem Unabhängigkeitskrieg Irlands 1921 beim Königreich Großbritannien blieb. Er eskalierte erst in den Jahren 1969 bis 1998. Mit dem Karfreitagsabkommen 1998 wurden die bewaffneten Auseinandersetzungen vorerst beendet. Durch den Brexit (die EU-Außengrenze trennt die beiden Landesteile) ist es seither unsicher, ob die durch dieses Abkommen gewonnene Stabilität erhalten bleibt.

## Die beiden Gruppen „Katholiken“ und „Protestanten“
Das hervorstechendste Merkmal Nordirlands ist die Segregation der Bevölkerung in zwei große Gruppen, je nach Ethnie und Konfession.
Die Begriffe „katholisch“ und „protestantisch“ dienen in Nordirland als Unterscheidungsmerkmal zweier gesellschaftlicher Gruppen, die gegensätzliche soziale, politische, wirtschaftliche und schließlich auch religiöse Geisteshaltungen pflegen. Diese Kulturen haben sich aus dem Kontrast zwischen den alteingesessenen Iren (die arm, bäuerlich und katholisch waren) und den kolonialisierenden schottischen oder englischen Siedlern (wohlhabend, industriell, protestantisch) entwickelt. Ihren ethnischen Klang erhielten die Konfessionsbegriffe schließlich durch die Selbstdefinition der heimisch gewordenen Siedler als „Protestanten“. Tatsächlich können die nordirischen Communities als Ethnien bezeichnet werden – Ethnien hier verstanden im Sinne einer organisierten Gruppe, die sich der Zugehörigkeit zur eigenen Gruppe in Abgrenzung zu den „anderen“ überdurchschnittlich stark bewusst ist und sich diesen „anderen“ in Religion, Sitten, Geschichtsmythos und territorialem Anspruch überlegen fühlt.
Obwohl die Zahl der aktiv Beteiligten am Nordirlandkonflikt vergleichsweise klein war und die paramilitärischen Organisationen, die für sich jeweils in Anspruch nahmen, die Bevölkerung zu vertreten, in der Regel nicht repräsentativ waren, berührte der bewaffnete Konflikt bis 1998 täglich das Leben der meisten Menschen in Nordirland und breitete sich gelegentlich bis nach Großbritannien oder in die Republik Irland aus. Zwischen 1969 und 2001 starben laut Malcolm Suttons Index of Deaths from the Conflict in Ireland 3.532 Personen infolge der Gewalt; ungefähr die Hälfte der Opfer waren Zivilisten. Auch nach dem Waffenstillstand von 1998 sind die politischen und sozialen Einstellungen vieler Menschen bis heute weiterhin durch den Konflikt geprägt.

### Siedlungsgeographie

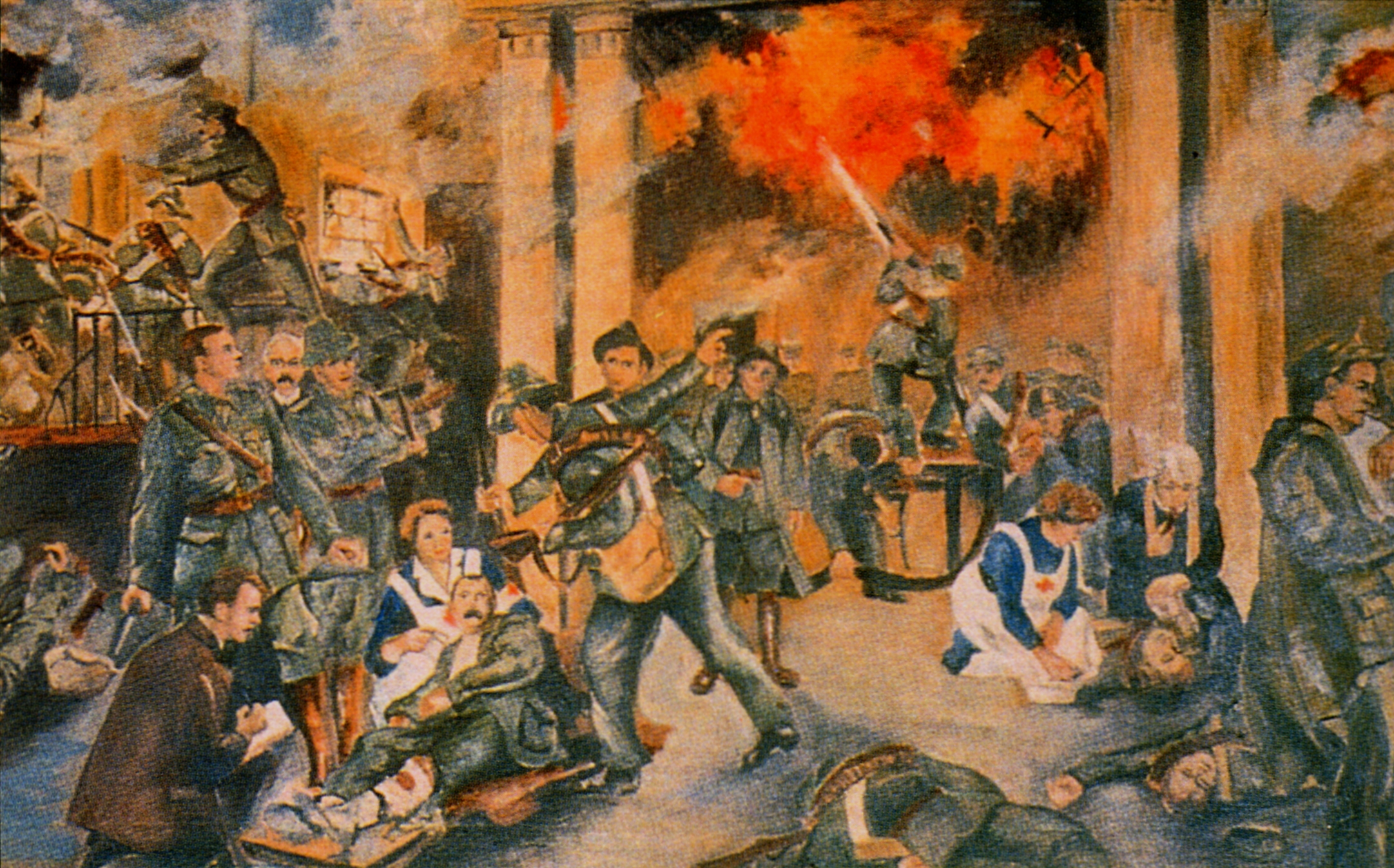
Geburt der irischen Republik. Gemälde von Walter Paget (vor 1936)

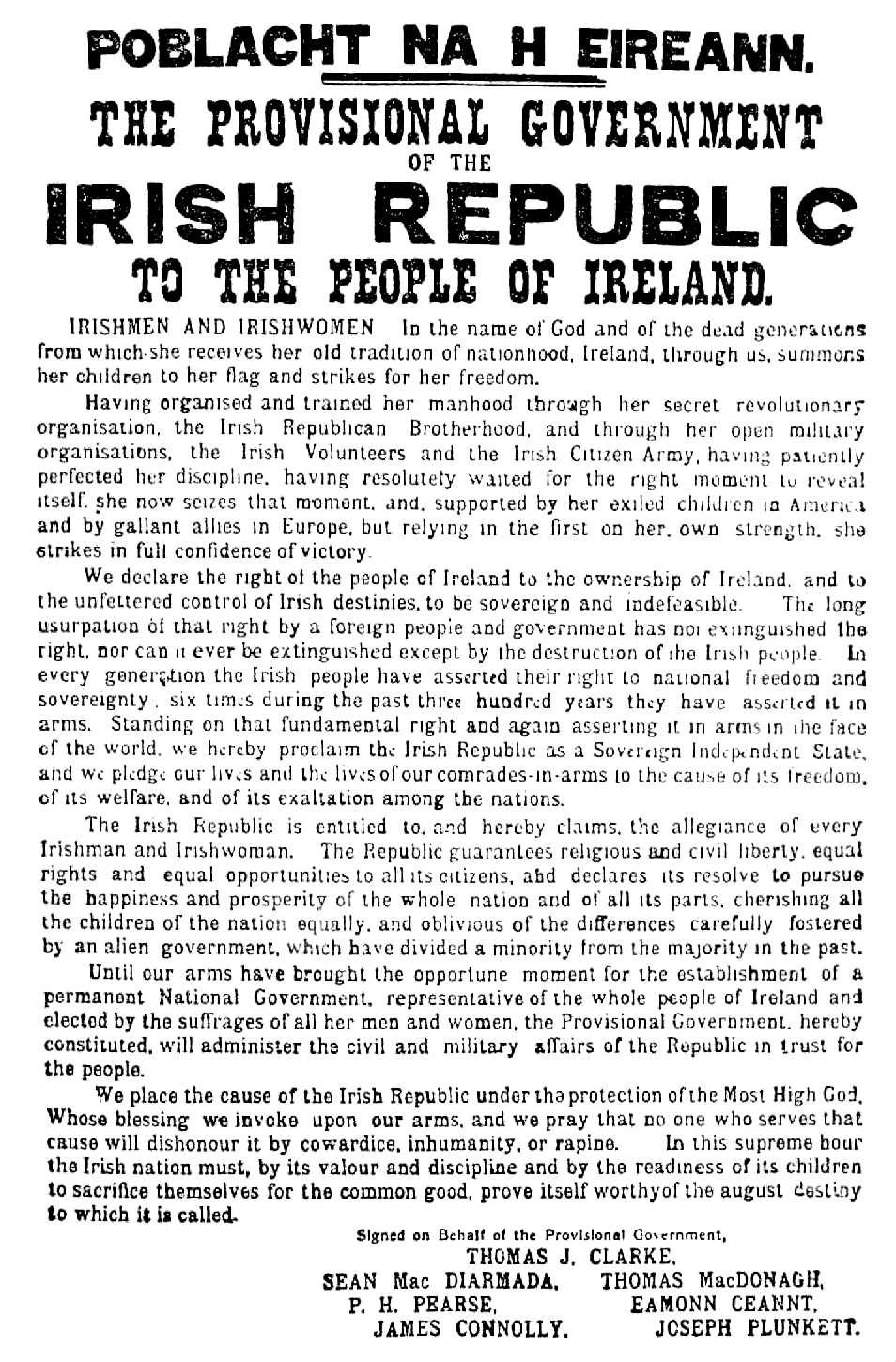
Oster-Proklamation zum Osteraufstand 1916

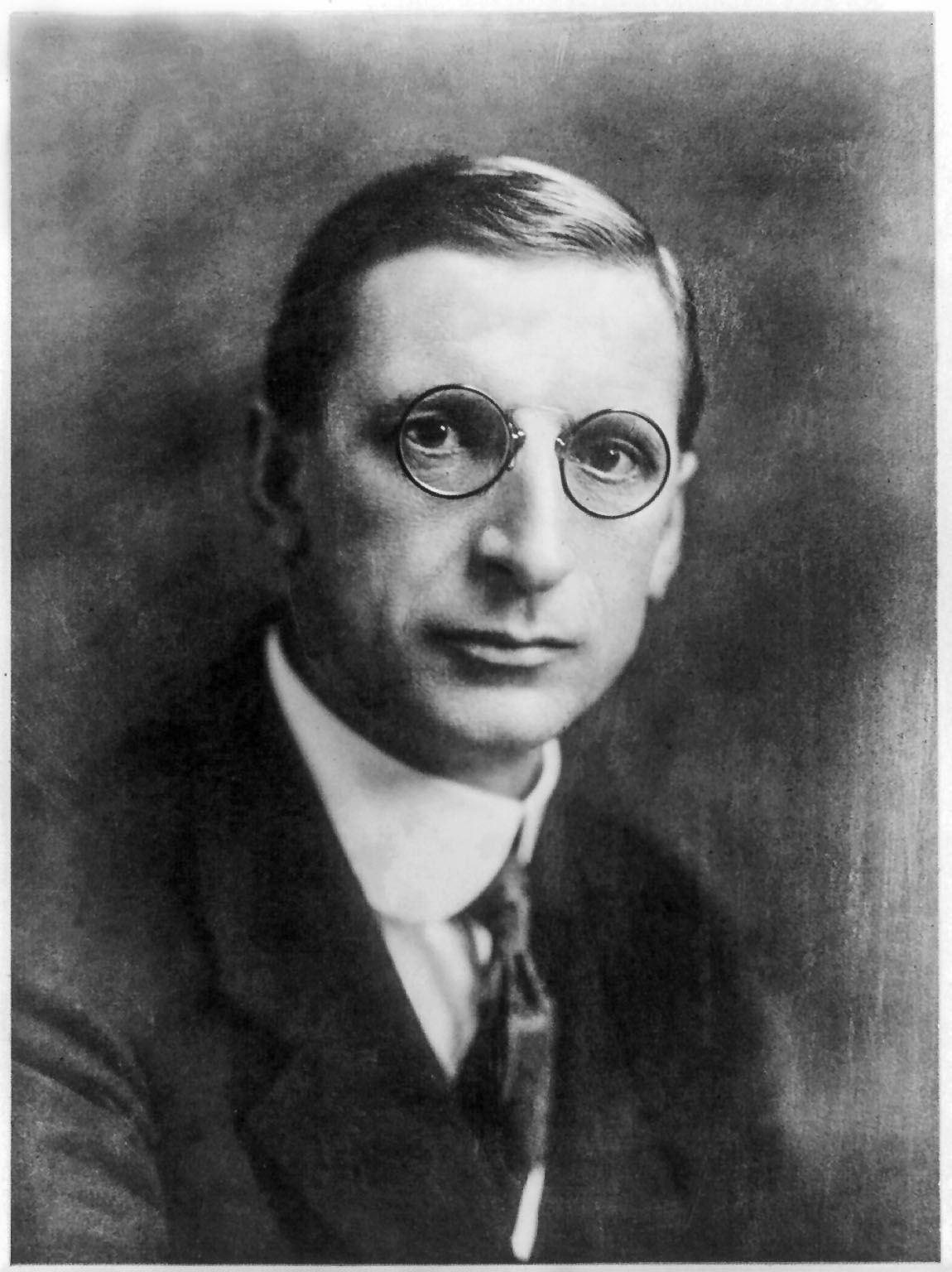
Éamon de Valera (ca. Mitte 1920er)

Diese Trennung spiegelt sich sogar in der Siedlungsgeographie: Allgemein gesprochen sind die nordöstlichen Gebiete (vor allem das Umland und Teile Belfasts und die Küste von County Antrim) heute protestantisch und die westlichen (um County Derry und County Tyrone) katholisch dominiert. Der Nordosten ist sehr viel stärker industrialisiert als der ländliche Westen. Fast alle größeren Städte sind protestantische Hochburgen (bis auf Derry und Newry). Auch Belfast, das mit Abstand größte Ballungszentrum, zählt dazu. Diese größeren Städte wiederum sind häufig in protestantische und katholische Wohnviertel (z. B. in Belfast Falls Road (katholisch-irisch) und The Shankill (protestantisch-britisch)) segregiert.

## Vorgeschichte

### Vorgeschichte bis 1800
Bereits ab 1169 wurde der östliche Teil Irlands von Engländern erobert und beherrscht. Nach dem Neunjährigen Krieg kam es 1607 zur Flucht der Grafen, danach wurden systematisch Engländer, Waliser und Schotten in Ulster angesiedelt, was in relativ kurzer Zeit zur Enteignung der irischen Bevölkerung führte.
Erfolglose Aufstände seitens der katholischen Iren führten zu deren weiterer Entrechtung. Nach dem Sieg des protestantischen Königs Wilhelm III. von Oranien über den zuvor gestürzten katholischen König Jakob II. in der Schlacht am Boyne 1690, die jedes Jahr am 12. Juli bei den Oranier-Märschen der Protestanten wieder wachgerufen wird, wurden 1695 die sogenannten Strafgesetze (Penal Laws) erlassen, die die katholische Religionsausübung behinderten und protestantischen Landbesitz förderten. Ab 1728 besaßen Katholiken auch kein Wahlrecht mehr. Die 1791 gegründete Society of United Irishmen setzte sich derweil für ein unabhängiges Irland ein, deren Rebellion 1798 scheiterte. Durch das Unionsgesetz von 1800 wurde Irland als Staat aufgelöst.

### Autonomiebestrebungen von 1801 bis 1920
Ab 1801 gehörte Irland zum Vereinigten Königreich von Großbritannien.
Mit dem Erstarken des Nationalismus im 19. Jahrhundert in Europa bildeten sich auch in Irland nationalistische Gruppierungen, die für eine Loslösung von der Union und für ein unabhängiges Irland eintraten. Die Home-Rule-Bewegung, geführt von Charles Stewart Parnell, setzte sich für die politische Autonomie der Insel ein. Der liberale britische Premierminister William Gladstone griff die Idee auf, scheiterte aber zweimal (1886 und 1895) im britischen Parlament mit seinen Gesetzesentwürfen. Besonders die Protestanten in der Provinz Ulster wehrten sich massiv gegen eine Autonomie, da die große Mehrheit der Iren katholisch war.
Nach dem Scheitern der Home-Rule-Bewegung gründete der irische Politiker und Journalist Arthur Griffith 1905 die Sinn Féin. 1916 wurden bei dem sogenannten Osteraufstand in Dublin von den Irish Volunteers und anderen republikanischen Vereinigungen wichtige Gebäude der Stadt besetzt und eine provisorische Regierung Irlands ausgerufen. Nach fünf Tagen wurde der Aufstand durch britische Truppen niedergeschlagen und die Anführer hingerichtet. Die Sinn Féin und die ihr nahestehenden Irish Volunteers erhielten durch die Empörung in der Bevölkerung über die Hinrichtungen großen Zulauf.
Bei der Unterhauswahl 1918 gewann Sinn Féin 80 % der irischen Mandate. Wie im Wahlkampf angekündigt nahmen die Abgeordneten aber ihre Sitze im Unterhaus nicht ein, sondern konstituierten sich 1919 als Dáil Éireann, das erste irische Parlament seit 1801, und riefen die unabhängige irische Republik aus. Das britische Parlament erklärte das Dáil umgehend für illegal. Als militärischer Arm der Sinn Féin wurde 1919 die erste IRA gegründet und beging Anschläge auf Gebäude und Vertreter der britischen Regierung in Nordirland. Vom britischen Staat wurde die paramilitärische Gruppe der Black and Tans gegründet, die Sinn Féin und IRA attackierte. Zunehmende Gewalt auf beiden Seiten führte zum irischen Unabhängigkeitskrieg, der bis 1921 dauerte.

### Teilung Irlands 1921
Um einen Bürgerkrieg zwischen Unionisten (UVF) und Republikanern zu verhindern, sah man zwei Home-Rule-Parlamente vor. Deshalb erhielten sechs der neun Grafschaften Ulsters mit überwiegend protestantischer Bevölkerung bereits 1920, unter dem Government of Ireland Act, ein eigenständiges Parlament. Die Nationalisten behaupten bis heute, dass absichtlich nur sechs Grafschaften Ulsters zu Nordirland gemacht wurden, da man so eine unionistische Zweidrittelmehrheit gewährleistete (in ganz Ulster wären hingegen beide Bevölkerungsgruppen in etwa gleich stark vertreten gewesen). Die Unionisten verwiesen hingegen auf die Wahlergebnisse von 1918 und auf die damals von ihnen gewonnenen Wahlkreise, die ungefähr der Form Nordirlands entsprachen.
Ab Juli 1921 nahm der britische Premierminister David Lloyd George Verhandlungen mit der Sinn Féin, unter Vorsitz von Arthur Griffith und Éamon de Valera, auf. Ende 1921 wurde nach fünfmonatigen Gesprächen ein Unabhängigkeitsvertrag durch Lloyd George, Griffith und Michael Collins unterzeichnet, der sogenannte anglo-irische Vertrag. Der Süden Irlands erhielt den Status eines Freistaates innerhalb des British Empire. Außerdem sah der Vertrag eine Grenzkommission vor, die 1921 endgültig über den Verlauf der inner-irischen Grenze entscheiden sollte. Da die Parteien sich jedoch nicht über den Verlauf einigen konnten, veränderte die Kommission nichts mehr an der Grenzziehung.
Der irische Freistaat, der 1948 zur Republik Irland wurde, betrachtete die Teilung nur als vorübergehend; bis vor dem Ausbruch des irischen Bürgerkrieges 1922 unterstützte Collins die IRA-Einheiten im Norden für eine bewaffnete Kampagne gegen den neuen nordirischen Staat. Diese Kontakte wurden jedoch bei Beginn des Bürgerkrieges eingestellt. Die 1937 von de Valera ausgearbeitete Verfassung erhob einen Gebietsanspruch auf ganz Irland, der erst mit dem Karfreitagsabkommen 1998 wieder aufgehoben wurde.

### Nordirland bis 1965
Die Protestanten, die sich als pro-britische Unionisten oder Loyalisten verstehen, machten aus Nordirland, wie der erste nordirische Ministerpräsident James Craig sagte, einen „protestantischen Staat für ein protestantisches Volk“. Die Verfassung des Freistaates von 1937 verstärkte bei den Unionisten noch die Angst, von ihm geschluckt zu werden. Das führte dazu, dass man die Katholiken, die sich mehrheitlich als pro-irische Nationalisten oder Republikaner ansehen, zu Fremdkörpern oder sogar Staatsfeinden erklärte.
So beschloss das Parlament bereits 1922 drakonische Strafgesetze, die jegliche republikanische Agitation im Keim erstickten. Die Enttäuschung bei der katholischen Minderheit in Nordirland war groß, die Diskriminierung der Katholiken dort nahm zu.
Doch alle Änderungen am kommunalen Wahlrecht, die die Unionisten ab 1920 vornahmen, richteten sich nicht nur gegen Katholiken, sondern generell gegen alle Nicht-Unionisten (wie zum Beispiel die Labour-Bewegung). Deshalb schafften die Unionisten auf kommunaler Ebene das Verhältniswahlrecht ab und führten das britische Mehrheitswahlrecht für Stormont ein. Verbunden mit nicht repräsentativen Wahlkreisziehungen begünstigte dies unionistische gegenüber nationalistischen Kandidaten in unverhältnismäßiger Weise. Das nordirische Wahlrecht war zudem stark an den Besitz von Wohnraum gebunden, was die zumeist ärmeren Katholiken, die zur Miete wohnten, ebenfalls diskriminierte. So stellte zum Beispiel Derry/Londonderry einen unionistischen Bürgermeister, obwohl die Nationalisten einen weitaus größeren Bevölkerungsanteil in der Stadt hatten. Durch all diese Maßnahmen sorgten die Unionisten dafür, dass Nordirland von 1921 bis 1972 ununterbrochen von nur einer Partei regiert wurde, der Ulster Unionist Party (UUP), die keine nennenswerte Opposition im Parlament fürchten musste.
Des Weiteren gab es auch Diskriminierungen bei der Vergabe von Arbeitsplätzen oder der Zuweisung von Sozialwohnungen. Die Segregation der beiden Bevölkerungsteile wurde auch durch die Schulpolitik der Kirchen gefördert. Sah man bei der Gründung Nordirlands konfessionell gemischte Schulen vor, wurde dies von den Kirchen von Anfang an stark abgelehnt und hintertrieben.
Aus Dank für die nordirische Bereitschaft, mit Großbritannien gegen Hitler in den Krieg zu ziehen (anders als der Freistaat Irland, der neutral blieb), garantierte Westminster der Provinz mit dem Ireland Act von 1949 den Verbleib im Vereinigten Königreich. Dieses Bekenntnis führte bei vielen Unionisten zu Erleichterung, da sich der Freistaat im Süden gerade endgültig zur Republik erklärt hatte und damit die letzten Verbindungen mit Großbritannien trennte. Auf Seite der irischen Katholiken sorgte der Ireland Act hingegen für Verbitterung.
Während Nordirland im Zweiten Weltkrieg einen zeitweiligen wirtschaftlichen Aufschwung durch die Rüstungsindustrie (Schiffbau, Flottenstützpunkte, Luftwaffenbasen) erlebt hatte, kam es ab 1945 besonders in den großen Städten Belfast und Derry zu einem Niedergang. Den katholischen Bevölkerungsteil traf es besonders hart.
In den 1950er Jahren kam es zu Anschlägen der IRA in der Border Campaign und durch Saor Uladh. Die IRA hatte damals jedoch kaum Rückhalt in der Bevölkerung und war in der ersten Hälfte der 1960er Jahre auf eine kleine Splittergruppe geschrumpft, in der sich Anhänger und Gegner marxistischer Ideologien gegenüberstanden.

## Von 1966 bis zum Karfreitagsabkommen 1998

### Auftritt der protestantischen UVF

Pro-UVF-Wandbild, Carrickfergus

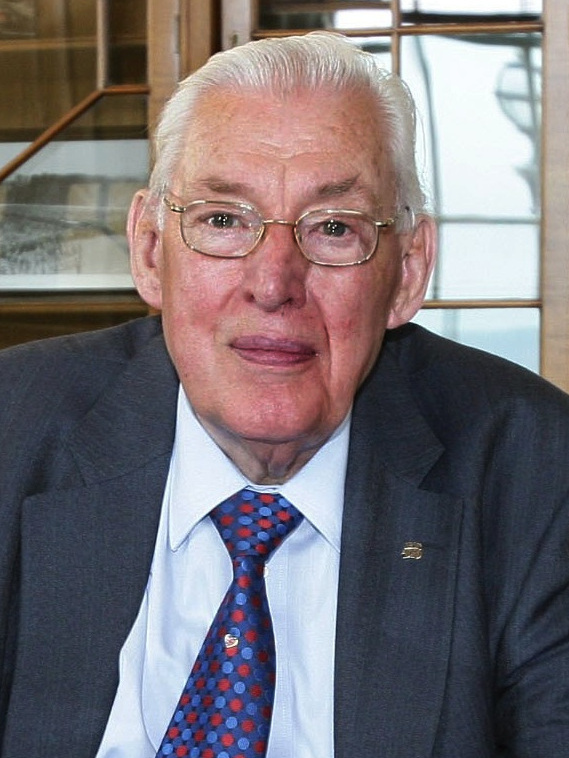
Ian Paisley (2009)

Die Anfänge des Konflikts können bis zur Neu-Formierung der Ulster Volunteer Force (UVF) im Jahr 1966 zurückverfolgt werden. Diese illegale, loyalistische und paramilitärische Organisation wurde von einigen radikalen Protestanten gegründet, die an eine bevorstehende Wiederbelebung der IRA aufgrund des 50. Jahrestages des Osteraufstandes glaubten. Die UVF begann eine Einschüchterungskampagne gegenüber einem katholischen Spirituosengeschäft in der Shankill Road. Dabei wurden auch sektiererische Graffiti, wie „Papist“ und „Dieses Haus wird von einem Taig bewohnt“, an die Hauswand neben dem Geschäft gesprüht, obwohl dort tatsächlich Protestanten lebten. Die UVF veröffentlichte zwei Wochen nach einem Molotowcocktail-Anschlag, bei dem eine 77-jährige protestantische Witwe an ihren Brandverletzungen starb und für den die UVF die IRA verantwortlich machte, ein Schreiben:

„Von diesem Tag an erklären wir der IRA und ihren Splittergruppen den Krieg. Bekannte IRA-Männer werden von uns gnadenlos und ohne Zögern exekutiert. (…) Wir dulden keine Einmischung – von welcher Seite auch immer – und warnen die Behörden vor weiteren beschwichtigenden Reden. Wir sind schwer bewaffnete Protestanten und unserer Sache voll ergeben.“

Die UVF übernahm später die Verantwortung für die Erschießung des 28-jährigen John Patrick Scullion in Westbelfast. Der 18-jährige Barkeeper Peter Ward, ebenfalls aus Westbelfast, war das zweite Opfer einer UVF-Schießerei, bei der drei weitere Männer angeschossen und schwer verletzt wurden. Victor Arbuckle, der von UVF-Loyalisten während Straßenunruhen auf der Shankill Road in Belfast im Oktober 1969 im Alter von 29 Jahren erschossen wurde, war der erste getötete Beamte der Royal Ulster Constabulary (RUC) in diesem Konflikt. Die UVF war auch für eine Serie von Anschlägen auf die Elektrizitätswerke in Nordirland im Verlaufe des Jahres 1969 verantwortlich. Die Anschläge sollten wie eine IRA-Aktion aussehen, um moderate Unionisten gegen die geplanten Reformen der Regierung von Terence O’Neill aufzubringen. O’Neill trat daraufhin im April 1969 als Vorsitzender der Ulster Unionist Party und als Premierminister zurück.

### Bürgerrechte und katholische Proteste
Ende der 1960er Jahre begannen immer mehr katholische wie auch protestantische Bürger gegen die Ungerechtigkeiten und Ungleichbehandlungen in Nordirland zu demonstrieren. Die Öffnung des Landes nach außen, besonders durch das Fernsehen, veränderte ihre Sicht. Inspiriert von Martin Luther Kings friedlicher Bürgerrechtsbewegung aus den USA und den Studenten-Protesten in Europa wurde 1967 die nordirische Bürgerrechtsbewegung Northern Ireland Civil Rights Association (NICRA) gegründet. Ein Jahr später folgte die Studentenorganisation People’s Democracy (PD), die ebenfalls für Bürgerrechte stritt. Eine prominente Sprecherin war die spätere Unterhausabgeordnete Bernadette Devlin McAliskey.
Für den 5. Oktober 1968 hatte die NICRA eine Demonstration in Derry angekündigt. Die protestantische Bruderschaft Apprentice Boys of Derry kündigte eine Gegendemonstration zur selben Zeit am selben Ort an. Daraufhin wurden beide Demonstrationen verboten. Rund 2000 katholische Bürgerrechtler setzten sich über das Verbot hinweg und begannen einen friedlichen Protestmarsch. Sie wurden von der Royal Ulster Constabulary in der Duke Street eingekreist und brutal niedergeknüppelt. Mehr als 100 Demonstranten wurden verletzt.
Auch die folgenden Protestmärsche von Katholiken wurden von der RUC und den örtlichen Behörden gewaltsam niedergeschlagen. Die britische Regierung setzte daraufhin eine Untersuchungskommission ein. Ihr Bericht (Disturbances in Northern Ireland. Report of the Commission appointed by the Governor of Northern Ireland), nach dem Vorsitzenden der Kommission, Sir John Cameron, allgemein Cameron Report genannt, dokumentierte die Übergriffe der Polizei, blieb jedoch ohne politische und juristische Folgen.
Anfangs stand der damalige Premierminister von Nordirland, Terence O’Neill, der moderaten Kampagne der Bürgerrechtler recht offen gegenüber und versprach Reformen für Nordirland. Er stieß jedoch auf großen Widerstand von vielen Hardlinern unter den Unionisten, wie zum Beispiel William Craig sowie Ian Paisley, die ihm vorwarfen, ein „Verräter“ zu sein. Viele Unionisten sahen die Bürgerrechtsbewegung nämlich als ein trojanisches Pferd der IRA und glaubten an eine republikanische Verschwörung, die zur Vereinigung mit der Republik führen solle. Neutrale Beobachter halten dies für eine fatale Fehleinschätzung, da die Bürgerrechtler Nordirland nicht unbedingt irischer machen wollten und die klerikale Republik für sie genauso reformbedürftig wie Nordirland war; sie suchten vor allem Anschluss an die demokratischen Verhältnisse in Großbritannien. Die IRA spielte zu diesem Zeitpunkt noch keine Rolle. Sie war zwar bereits um 1919 gegründet worden, hatte nach der fehlgeschlagenen Border Campaign von 1956 bis 1962 jedoch begonnen, der Gewalt zu entsagen. Für sie kamen die Ereignisse daher völlig überraschend. Der wirtschaftliche Niedergang (geringe Direktinvestitionen, Emigration) verstärkte sich weiter und führte erneut zu höherer Arbeitslosigkeit. Im Laufe der Auseinandersetzungen, seit dem Anfang der Eskalation Ende der 1960er Jahre, fanden bis zu 4.000 Menschen den Tod.

### Eskalation der Gewalt ab 1969

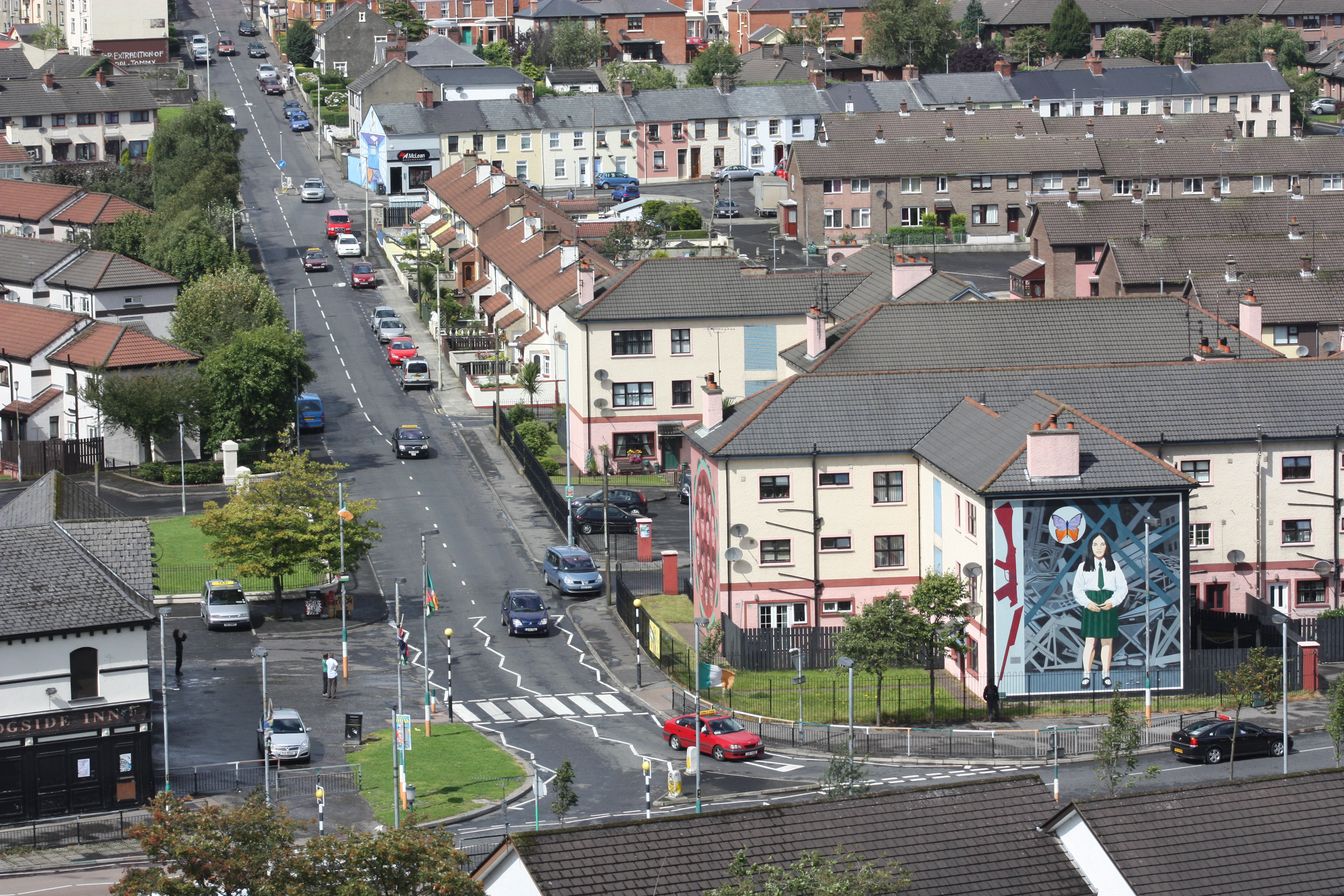
Wandgemälde zu den Unruhen im Stadtteil Bogside (Derry) 1971 (restauriert)

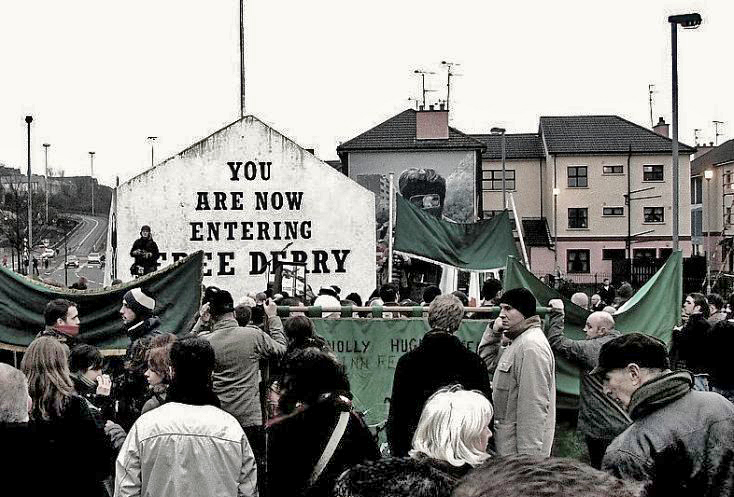
35. Gedenkmarsch zum Bloody Sunday (Derry, 2007)

1969 gab es immer mehr Unruhen und Ausschreitungen in den Gemeinden. Im Januar wurde ein Marsch der People’s Democracy (PD), der von Belfast nach Londonderry („Derry“) führte, von Loyalisten in Burntollet, County Londonderry, angegriffen. Der RUC wurde vorgeworfen, dass sie dabei nicht den attackierten Marschierern auf Seiten der PD zu Hilfe kam, sondern die Angriffe duldete. Die RUC wurde von der Bürgerrechtsbewegung daher immer mehr als Gegner betrachtet. Daraufhin wurden in den folgenden Monaten Barrikaden in den nationalistischen Gebieten von Derry und Belfast errichtet.
Zu einer Eskalation kam es am 12. August 1969, als im nordirischen Derry Protestanten den katholischen Stadtteil Bogside stürmten und die katholischen Bewohner provozierten, indem sie den 280. Jahrestag der Verteidigung Derrys feierten. Die katholische Bevölkerung verbarrikadierte sich und lieferte sich zwei Tage lang Straßenschlachten mit den Protestanten und der RUC. Um die Bogside zu entlasten, solidarisierten sich nun viele katholische Arbeiterviertel des übrigen Landes und fingen zum Beispiel in Belfast ebenfalls Unruhen an. Besonders dort lebten viele Katholiken in Arbeitervierteln mit hoher Arbeitslosigkeit, auch unter Jugendlichen.
Die Lage eskalierte weiter, nachdem eine Handgranate in eine Polizeistation in Derry geworfen worden war. Daraufhin setzte die RUC drei gepanzerte Wagen mit Maschinengewehren ein und tötete einen neunjährigen Jungen durch Querschläger aus einem der Maschinengewehre. Es kam in Folge zu bürgerkriegsähnlichen Unruhen, zum Niederbrennen ganzer katholischer Straßenzüge durch Loyalisten (darunter Bombay Street und Madrid Street) und auf beiden Seiten zur Vertreibung von Bewohnern aus ihren Häusern. Ghettos entstanden, in denen noch heute fast ausschließlich Protestanten oder Katholiken leben. Nach zwei Tagen der Unruhe, in denen acht Menschen starben, 750 verletzt und 1505 katholische Familien vertrieben wurden, fünfmal so viele wie protestantische, rief der neue nordirische Premierminister James Chichester-Clark die britische Armee zu Hilfe, nachdem die nordirische Polizei nicht in der Lage gewesen war, die Unruhen zu beenden.
Die Armee wurde von vielen Katholiken in Belfast und Derry anfangs freudig empfangen, da sie diese als neutrale Beschützer vor dem unionistischen Mob und der parteiischen RUC ansahen. Nach dem Einsatz der Armee beruhigte sich die Lage rasch. Großbritannien wurde aber somit gezwungen, sich aktiv an dem Konflikt zu beteiligen und zu vermitteln, nachdem es seit der Aufteilung Irlands den Konflikt praktisch der lokalen Regierung überlassen hatte. Britische Militärs warnten davor, dass die positive Stimmung auf den Straßen nicht ewig halten würde und dass die Politik das Problem lösen müsse. Da die Armee jedoch ohne politisches Konzept nach Nordirland geschickt worden war und nur Recht und Ordnung wiederherstellen sollte, wurde sie von den Katholiken schnell als verlängerter Arm des Stormont-Regimes angesehen, denn als Sicherheitsorgan arbeitete sie mit der nordirischen Regierung und Polizei eng zusammen. Somit verlor sie ihre anfangs neutrale Stellung im Konflikt.
Infolge der nordirischen Unruhen waren in Nordirland viele Republikaner der Meinung, dass die IRA die katholische und nationalistische Gemeinschaft im Stich gelassen habe, da sie die Angriffe auf katholische Straßen und das Abbrennen von deren Häusern durch Loyalisten nicht verhinderte. Die Traditionalisten und Militaristen beschuldigten die IRA-Führung in Dublin, sie hätte es aufgrund ihrer rein politischen Strategie versäumt, Waffen, Planungen oder Personal herbeizuschaffen, um die katholischen Straßen gegen gewaltsame Angriffe zu verteidigen.
Im Dezember des Jahres 1969 spaltete sich die IRA in die Provisional IRA (PIRA), die sich aus traditionellen Militaristen zusammensetzte, und in die Official IRA (OIRA), die aus den Resten der marxistischen Führung vor der Spaltung bestand sowie aus deren Anhängern. Von Anfang an gab es eine andauernde Fehde zwischen den „Provos“ und der Official IRA, da beide Fraktionen um die Kontrolle der nationalistischen Gebiete wetteiferten, vor allem in Belfast. Allerdings gewannen die Provisionals schnell die Oberhand, aufgrund ihrer Profilierung als die zuverlässigeren Verteidiger der katholischen Gemeinde. Wenn fortan von der IRA die Rede war, war meist die PIRA gemeint.

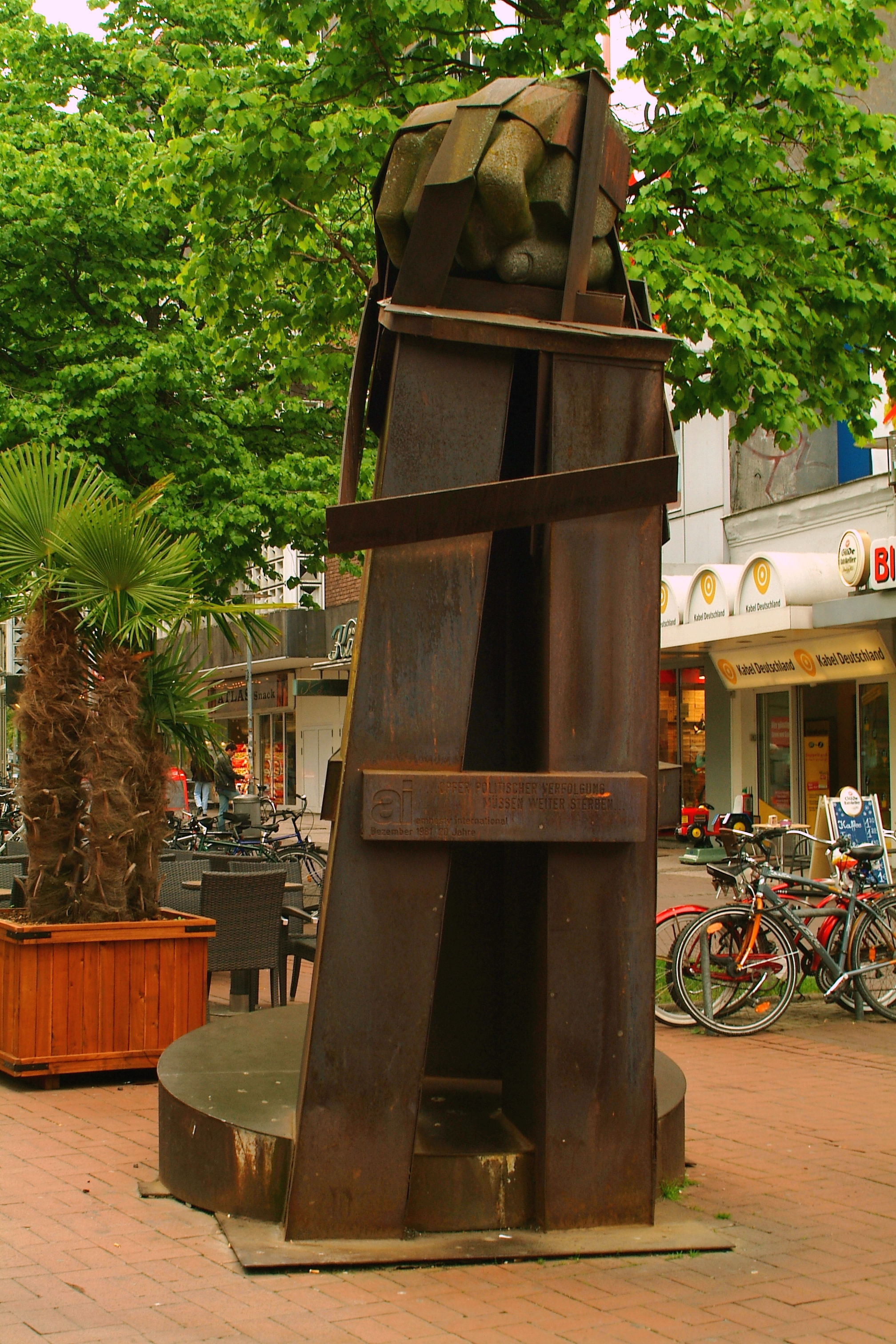
Bogside ’69, Skulptur von Hans-Jürgen Breuste, Hannover

Durch die Zwischenfälle im Jahr 1969 erhielten die Provos genügend Zulauf und Unterstützung, so dass die PIRA ab dem Jahr 1970 schließlich zu einem militärisch ernstzunehmenden Gegner in einer Art von Guerillakrieg wurde. Geld für die Untergrundarmee der Provisionals stammte häufig von Organisationen aus den Vereinigten Staaten (NORAID), in denen viele irischstämmige Menschen leben.
Die Führung der Provisional IRA hatte von Beginn an geplant, ihre Aktivitäten auszuweiten und von den anfangs rein defensiven Operationen zu einer offensiven Kampagne überzugehen, die die britische Herrschaft in Nordirland beseitigen und die Wiedervereinigung Irlands herbeiführen sollte. Dies wurde möglich, als sich nun im Laufe des Jahres 1970 die Beziehung der katholischen Gemeinde zur britischen Armee rapide verschlechterte. Diese Verschlechterung war auf die harte Behandlung der Katholiken und Nationalisten durch die Soldaten zurückzuführen, da die Armee, beeinflusst durch die RUC, zur Bekämpfung der republikanischen Paramilitärs nun oft überzogen durchgriff. Ein Beispiel dafür war die dreitägige Ausgangssperre der Lower Falls in Westbelfast: Die Armee riegelte vom 3. bis 5. Juli 1970 mit bis zu 3000 britischen Soldaten die Lower Falls ab und führte eine aggressive Suche nach Waffen durch – eine Episode, die in den Volksmund als „Vergewaltigung der Falls“ einging. Dabei wurden fünf Zivilisten getötet. Bei Kämpfen zwischen den Soldaten und der Official IRA, die zu dieser Zeit noch die dominante Fraktion der IRA in diesem Teil von Belfast war, gab es mehr als 60 Verletzte. Über 300 Personen wurden festgenommen, wobei die Armee in diesem Gebiet zentnerweise Tränengas versprühte.
Nach diesem Vorfall verlagerte die IRA ihre Strategie von „Verteidigung“ auf „Vergeltung“ und im Januar 1971 begann sie Angriffe auf Armee und RUC-Patrouillen zu starten. Am 5. Februar 1971 töteten die Provisionals in Belfast bei einer Schießerei in der Gegend von New Lodge mit Robert Curtis den ersten britischen Soldaten. Danach waren Schusswechsel zwischen der IRA und den Sicherheitskräften an der Tagesordnung. Bis Juli 1971 starben allein in Belfast zehn britische Soldaten durch die IRA.

### Internierungspolitik ab 1971
Am 9. August 1971 begann die britische Armee nach Beschluss des neuen nordirischen Premiers Brian Faulkner und seiner Regierung mit der Operation Demetrius, was die Einführung von Internierungen bedeutete, die zur Verhaftung der IRA-Führer beitragen sollten. Am folgenden Tag hielt die IRA eine Pressekonferenz in einer Schule im Belfaster Stadtteil Ballymurphy ab und erklärte, dass die Operation ein Misserfolg sei. Dort sagte sie: „Wir haben einen Brigade-Offizier verloren, ein Bataillons-Offizier …; der Rest sind nur Volunteers, oder wie sie in der britischen Armee sagen, Privates“.
Diese Internment-Politik, also die vorbeugende Inhaftierung verdächtiger Menschen ohne Anklage und Prozess, schürte die Gewalt zusätzlich. Während der ersten drei Tage, die auf die Einführung der Internierungen folgten, gab es heftige Ausschreitungen und Gefechte in den nationalistischen Gebieten von Nordirland, als die britischen Truppen in diese Bereiche einmarschierten, um paramilitärische Verdächtige festzunehmen. Bei den Auseinandersetzungen wurden insgesamt 17 Menschen getötet. Im weiteren Verlauf des Jahres 1971 wurden 37 britische Soldaten und 97 Zivilisten getötet. 1972 erhöhte sich die Zahl der Todesopfer noch weiter auf insgesamt 479, wovon die meisten (247) Zivilisten waren. Damit war das Jahr das blutigste des gesamten Konflikts. Der Zeitraum war jedoch auch für die IRA verlustreich.

### Höhepunkt der Gewalt und Ende Stormonts 1972

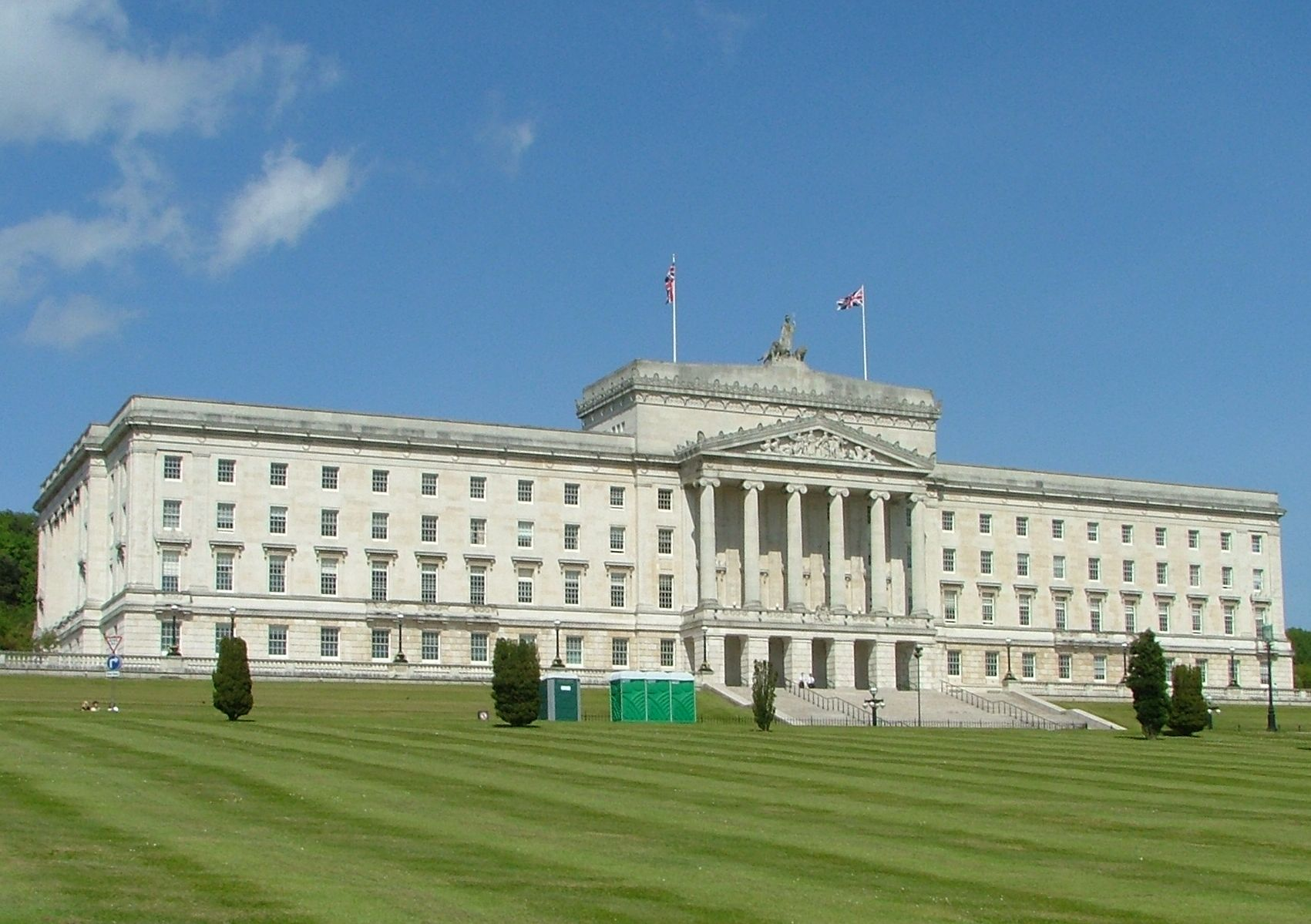
Sitz des Nordirischen Parlaments: Regierungsgebäude Stormont Castle

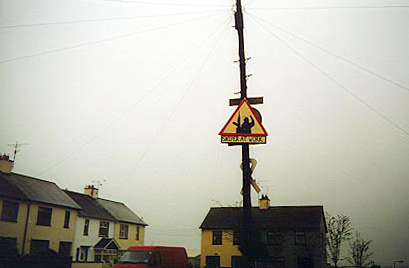
Sniper-at-Work-Warnschild, Crossmaglen, Nordirland

Die Erschießung von 13 unbewaffneten Menschen durch britische Fallschirmjäger bei einer Demonstration in der nordirischen Stadt Derry am 30. Januar 1972, dem Blutsonntag (englisch: Bloody Sunday), verstärkte die Unterstützung großer Teile der katholischen Bevölkerung für die IRA, und ihre daraus folgenden Rekrutierungen nahmen stark zu. Dass eine von der britischen Regierung eingesetzte Untersuchungskommission die Soldaten zunächst von jeder Schuld freisprach, sorgte für Empörung und Verbitterung; erst 2010 räumte Premierminister David Cameron nach einer erneuten Untersuchung (Saville Report) ein, dass die Opfer unschuldig gewesen seien und die britischen Soldaten verbrecherisch gehandelt hätten.
Wegen der immer heftigeren Eskalation der Gewalt im Jahr 1972 wurde Stormont, das Parlament Nordirlands, entmachtet und später aufgelöst. Nordirland wurde somit nach über 50-jähriger Selbstregierung ab dem 24. März von London aus durch einen Nordirland-Minister (Direct Rule) regiert, nachdem man mit O’Neil, Chichester-Clark und Faulkner seit 1969 in kürzester Zeit drei nordirische Premierminister verschlissen hatte, genauso viele Premiers wie von 1921 bis 1963.
Vom 26. Juni bis zum 10. Juli 1972 erklärte die Führung der Provisional IRA einen Waffenstillstand. Im Juli 1972 trafen sich die IRA-Führer Seán Mac Stíofáin, Dáithí Ó Conaill, Ivor Bell, Seamus Twomey, Gerry Adams und Martin McGuinness mit einer britischen Delegation unter der Leitung von William Whitelaw zu geheimen Gesprächen in London. Die Führer der IRA weigerten sich, einer friedlichen Lösung zuzustimmen, die keine Verpflichtung zum britischen Rückzug (erst in die Kasernen, dann aus Irland) und eine Freilassung von republikanischen Gefangenen vorsah. Die Briten lehnten diese Forderungen ab und brachen die Gespräche ab. Der Waffenstillstand endete, als es zu einer offenen Konfrontation zwischen der IRA und der britischen Armee im Belfaster Stadtteil Lenadoon kam. Dabei eröffneten IRA-Männer nach einer angeblichen Provokation durch die Armee das Feuer auf die Soldaten. Seán Mac Stíofáin, der IRA-Stabschef, verkündete als Reaktion auf die Ereignisse in Belfast noch in der Nacht offiziell das Ende der Waffenruhe.
Zusätzlich zu den Angriffen auf die britische Armee waren Bombenanschläge auf kommerzielle Ziele wie Geschäfte und Firmen ein zentraler Bestandteil der IRA-Kampagne. Der verheerendste Fall war der Bloody Friday am 21. Juli 1972, bei dem in Belfast 22 Bomben explodierten, die neun Personen töteten und 130 verletzten. Obwohl die meisten der IRA-Anschläge auf kommerzielle Ziele laut Eigenaussage der Organisation nicht ausgeführt wurden, um Menschen zu töten oder zu verletzen, und es teils anonyme Bombenwarnungen gab, forderten die Anschläge immer wieder Opfer unter Unbeteiligten.

### Operation Motorman
Bis 1972 kontrollierte die Provisional IRA de facto viele nationalistische Gebiete in Nordirland und stellte permanente Besatzungen für Checkpoints und Barrikaden auf. Aber diese „no go areas“ wie Free Derry und Free Belfast, welche die Paramilitärs auch als Rückzugsgebiete nutzten, wurden als Reaktion auf die Bombenanschläge vom Bloody Friday 1972 von der britischen Armee in einer großen Aktion namens „Operation Motorman“ wieder eingenommen. Die Briten fingen nun an, befestigte Posten in republikanischen Gegenden zu bauen. Damit schränkten sie die Bewegungsfreiheit der IRA erheblich ein.
Somit ging die Zahl der von der IRA getöteten britischen Soldaten nach 1972 schlagartig zurück. 1972 tötete die Provisional IRA 145 Mitglieder der Sicherheitskräfte. Um 1974 hatte sich diese Zahl auf 40 reduziert. Darüber hinaus zwang die Abscheu in der Bevölkerung, die der Bloody Friday hervorrief, die Provisionals auf weitere Anschläge mit Autobomben zeitweilig zu verzichten.
1973 wurde ein Referendum in Nordirland abgehalten, bei dem die Wähler sich zwischen dem Verbleib im Vereinigten Königreich und dem Anschluss an die Republik Irland zu entscheiden hatten. Das Referendum fiel zugunsten des Vereinigten Königreichs aus, es war jedoch vom katholischen Bevölkerungsteil fast vollständig boykottiert worden.
Im Mai 1974 scheiterte der im Abkommen von Sunningdale vereinbarte Versuch, eine gemeinsame Regierung aus Unionisten und Nationalisten zu bilden. Die neue nordirische Regierung trat nach wenigen Monaten zurück, als ein Generalstreik unionistischer Arbeiter (Ulster Workers’ Council Strike) die Provinz weitgehend lahmlegte.

### Die Waffenruhe von 1975
Als Ergebnis erneuter geheimer Verhandlungen zwischen der Führung der IRA und der britischen Regierung gab die Provisional IRA einen neuen Waffenstillstand von Januar 1975 bis Januar 1976 bekannt. Im Gegenzug förderten und unterstützten die Briten incident centres, die faktisch Büros von Sinn Féin in den nationalistischen Teilen Nordirlands wurden, in der Hoffnung, dass dadurch die Entwicklung des politischen Flügels innerhalb der republikanischen Bewegung vorangebracht werde. In der Praxis brachte die Waffenruhe jedoch kaum eine Verringerung der Gewalt. Die loyalistischen Paramilitärs befürchteten geheime Absprachen zwischen der IRA und der britischen Regierung. Zeitgleich intensivierten sie ihre Morde an katholischen Zivilisten und töteten zwischen 1974 und 1976 mehr als 300 Menschen. Die IRA reagierte hierauf mit Vergeltungsangriffen auf protestantische Zivilisten. Sie führte zwischen 1974 und 1976 insgesamt 91 sektiererische Morde aus.
Des Weiteren kam es Mitte 1975 zum Angriff der Provos auf die noch vorhandene Official IRA, um diese Organisation endgültig zu zerschlagen. Die daraus folgende Fehde führte zum Tod von elf republikanischen Paramilitärs und einer Reihe Zivilisten. Darüber hinaus brach die Disziplin der IRA in dieser Zeit zusammen, was einige der IRA-Freiwilligen in die organisierte Kriminalität abrutschen ließ. Außerdem waren die britischen Geheimdienste auch in der Lage, während der Waffenruhe mehr Informanten innerhalb der IRA zu rekrutieren.
Deshalb gab die IRA das Ende des Waffenstillstandes im Januar 1976 bekannt.

### Hungerstreiks und Aufstieg Sinn Féins
Die IRA-Gefangenen, die nach März 1976 verurteilt wurden, genossen keinen Sonderstatus mehr, da die britische Regierung ihre Internment-Politik eingestellt hatte, sondern wurden im Gefängnis wie „normale“ Kriminelle behandelt. Als Reaktion weigerten sich über 500 Häftlinge sich zu waschen oder Gefängniskleidung zu tragen („Decken-Protest“ und „schmutziger Protest“). Diese Proteste gipfelten 1981 in einen zweiten Hungerstreik: Sieben IRA- und drei INLA-Mitglieder hungerten sich für die Anerkennung des politischen Status zu Tode. Ein Hungerstreikender (Bobby Sands) und der Anti-H-Block-Aktivist Owen Carron wurden ins britische Parlament gewählt und zwei andere Gefangene im Hungerstreik in den irischen Dáil. Darüber hinaus gab es in ganz Irland Arbeitsniederlegungen und große Demonstrationen, um Mitgefühl mit den Hungerstreikenden zu bekunden. Mehr als 100.000 Menschen nahmen in Belfast an der Beerdigung von Sands auf dem Milltown-Friedhof teil, dem ersten Hungerstreikenden, der starb.
Nach dem Erfolg des IRA-Hungerstreiks bei der Mobilisierung von Unterstützung und den gewonnenen Parlamentssitzen investierten die Republikaner nach 1981 zunehmend mehr Zeit und Ressourcen für die Wahlen. Dadurch gewann die Partei Sinn Féin innerhalb der republikanischen Bewegung immer mehr an Bedeutung. Sinn Féin fasste diese Politik auf einem Ard Fheis (jährlicher Parteitag) im gleichen Jahr so zusammen: „mit dem Stimmzettel in der einen und der Armalite in der anderen Hand“.

### Supergrasses
In den 1980er Jahren wurden die Paramilitärs durch den Gebrauch von speziellen Informanten der Sicherheitskräfte, den „supergrasses“ (Super-Petzer), hart getroffen. Diese waren Männer, die sich nach der Verhaftung aus Angst vor einer langjährigen Haftstrafe als Spione von den verschiedenen britischen Sicherheitsdiensten anwerben ließen oder denen man die Immunität vor Strafverfolgung im Gegenzug für die Aussagen gegen andere Angeklagte anbot. Obwohl es letztlich nur wenige Verurteilungen durch das Supergrass-System gab, führte es doch dazu, dass viele Paramilitärs verunsichert oder festgenommen wurden und eine lange Zeit im Gefängnis saßen, während sie auf ihre Gerichtsverhandlung warteten.
Das erste Mal wurde diese Taktik 1981 nach der Verhaftung des Belfaster IRA-Mannes Christopher Black angewandt. Nach der Zusicherung, dass er vor Strafverfolgung geschützt sei, machte Black Aussagen, die zu 38 Verhaftungen führten. Am 5. August 1983 wurden 22 Mitglieder der IRA aufgrund von Blacks Anschuldigungen zu insgesamt 4000 Jahren Gefängnis verurteilt. Achtzehn dieser Verurteilungen wurden im Berufungsverfahren am 17. Juli 1986 aufgehoben. Bis zu 600 Paramilitärs wurden im Rahmen der Supergrass-Regelung festgenommen.
Die anschließende Angst vor Denunzianten trug viel zur Verringerung der Aktivitäten von IRA-Einheiten in Belfast und Derry bei.

### Friedensprozess

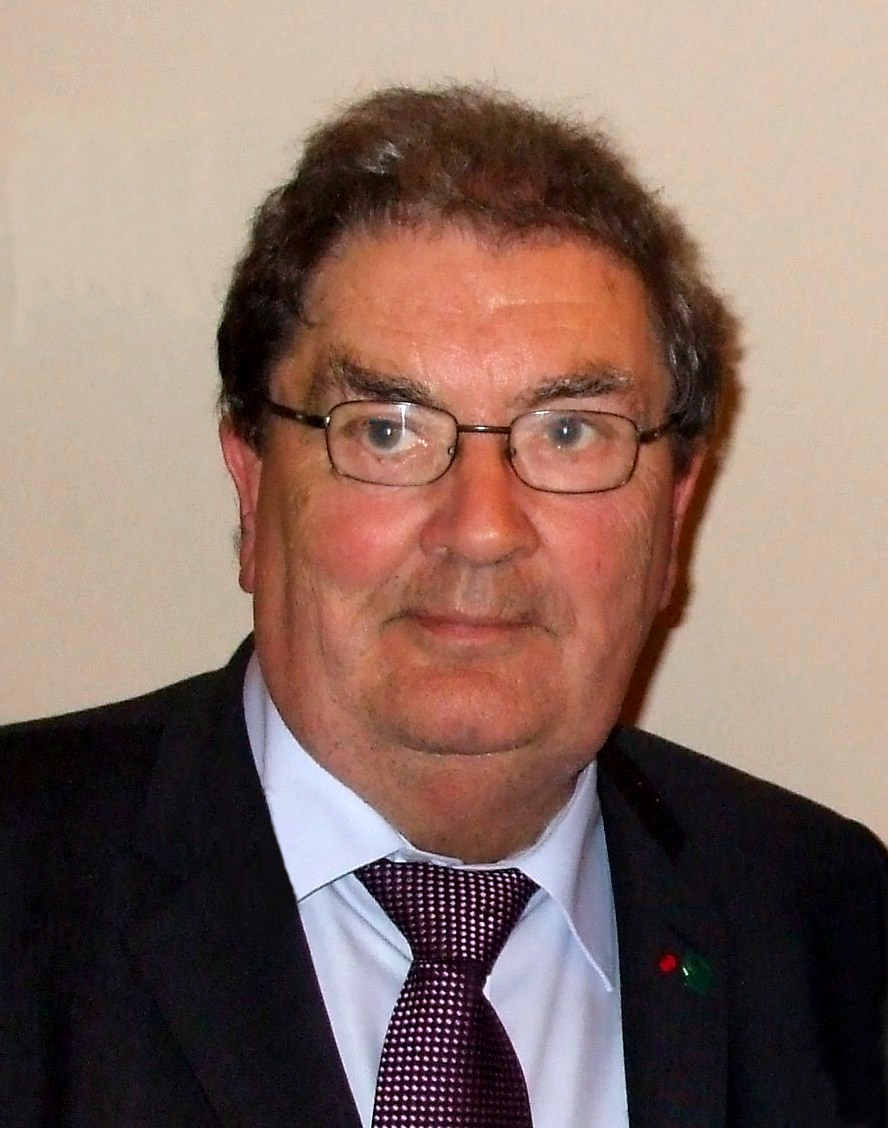
John Hume (2008)

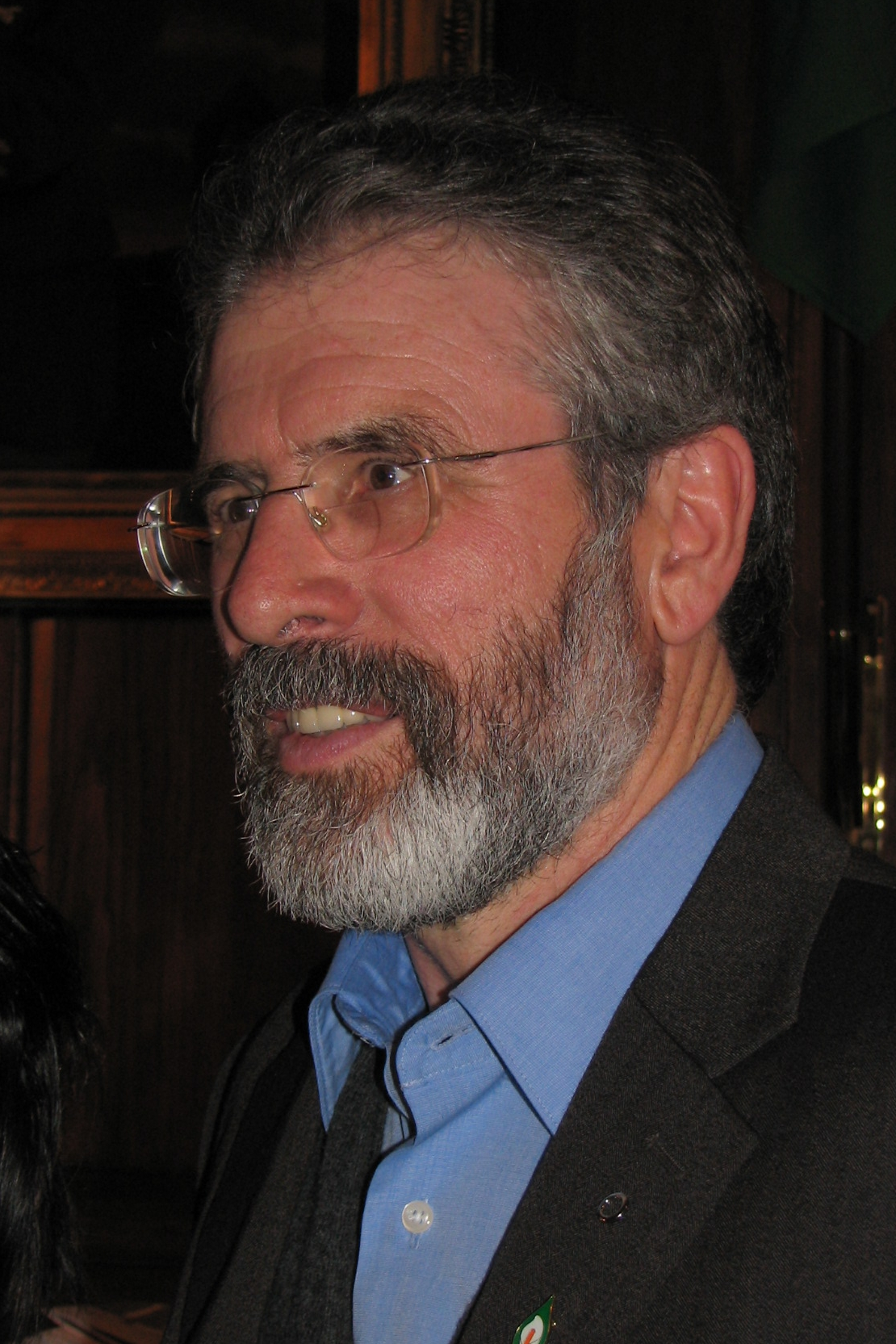
Gerry Adams (2011)

Ab dem Anfang der 1980er Jahre arbeiteten die irische und die britische Regierung intensiver zusammen, um im Nordirlandkonflikt eine politische Einigung zu erzielen, die für alle Seiten akzeptabel war. Mit dem anglo-irischen Abkommen vom 15. November 1985 wurde der Irischen Regierung erstmals eine beratende Rolle im Nordirlandkonflikt eingeräumt und gleichzeitig bestätigt, dass der verfassungsrechtliche Status Nordirlands nicht ohne den Willen der nordirischen Bevölkerungsmehrheit verändert werden würde. Das Abkommen wurde von der britischen Premierministerin Margaret Thatcher und dem irischen Ministerpräsident Garret FitzGerald in Hillsborough Castle unterzeichnet und sollte den Nordirlandkonflikt politisch befrieden.
In den späten 1980er und frühen 1990er Jahren intensivierten die loyalistischen Paramilitärs ihre Morde an Katholiken. Als Reaktion darauf versuchte die IRA, loyalistische Führer zu ermorden. Sie wollte sektiererische Vergeltungsmaßnahmen gegen protestantische Zivilpersonen, wie sie sich in den 1970er Jahren ereigneten, vermeiden. Allerdings verübte sie 1993 in einem Versuch, die Führung der Ulster Defence Association auszulöschen, eine der schlimmsten Gräueltaten der gesamten IRA-Kampagne bei einem Bombenanschlag auf ein Fischgeschäft in der Shankill Road, in dem sich angeblich UDA-Männer regelmäßig trafen. Doch die Bombe explodierte vorzeitig und tötete einen der Bombenleger, Thomas Begley, und neun protestantische Zivilisten. Weitere 58 wurden verletzt. Die loyalistischen Paramilitärs waren nicht im Gebäude.
Die von den Morden zwischen der IRA und den Loyalisten erzeugte Spirale der Gewalt endete erst im August 1994, nachdem die IRA einen einseitigen Waffenstillstand vermeldete.
Ab 1988 traf sich Gerry Adams regelmäßig zu Geheimgesprächen mit John Hume, dem Parteichef der gemäßigten Social Democratic and Labour Party (SDLP), und darüber hinaus wurden auch geheime Gespräche mit britischen Beamten sowie der irischen Regierung geführt.
Die IRA verkündete letztlich 1994 eine unbefristete Waffenruhe unter der Bedingung, dass Sinn Féin in die politischen Gespräche für eine Lösung mit einbezogen würde. Die protestantischen Paramilitärs folgten diesem Schritt wenig später. Als Sinn Féin nicht wie gefordert einbezogen wurde, kündigte die IRA ihre Waffenruhe vom Februar 1996 bis Juli 1997 auf. In dieser Zeit unternahm sie mehrere Bombenattentate und Schießereien. Nach einer erneuten Waffenruhe wurde Sinn Féin wieder in den „Friedensprozess“ mit einbezogen, der schließlich in das Karfreitagsabkommen von 1998 mündete.
Die Vertreter von SF und SDLP rangen nun mit UUP und DUP um eine Lösung in Nordirland. Die Republik Irland und Großbritannien steckten ihr Territorium ab, doch in den langjährigen Verhandlungen mussten die legitimen Interessen der Unionisten wie der Republikaner berücksichtigt werden. London forderte Dublin auf, vom Verfassungsziel einer Wiedervereinigung Irlands abzusehen.
Mit dem Karfreitagsabkommen wurde zur Überraschung vieler Beobachter ein Konsens beider Seiten erzielt, der u. a. die politischen Forderungen Großbritanniens berücksichtigte. Londons Zugeständnis war im Gegenzug eine Reform der Polizei und eine stärkere Beteiligung der Sinn Féin an der Verwaltung Nordirlands. Separate Volksabstimmungen in Nordirland sowie in der Republik Irland zeigten, dass die Bevölkerung der Gewalt müde war. Das Leben in Nordirland begann sich darauf zu normalisieren.
Im Juni 2007 gründete die britische Regierung eine parteiübergreifende Gruppe namens Consultative Group on the Past, die Vorschläge zur gesamtgesellschaftlichen Aussöhnung in Nordirland erarbeiten sollte. Ihr Abschlussbericht löste bei seiner Veröffentlichung im Januar 2009 eine öffentliche Debatte im Vereinigten Königreich aus, da er vorschlug, allen Angehörigen eines durch politisch motivierte Gewalt Umgekommenen eine Anerkennungspauschale zu zahlen, unabhängig davon, ob diese zivile Opfer oder Paramilitärs gewesen seien.
Am 12. April 2010 wurde die Zuständigkeit der Polizei und Justiz Nordirlands unter die Leitung eines eigenen nordirischen Justizministers gestellt, was bisher nicht der Fall war. Damit scheint ein letzter Streitpunkt beigelegt, nämlich der um die Unabhängigkeit der nordirischen Polizei und Justiz.

## Entwicklung seit 2000

### Von 2000 bis 2013

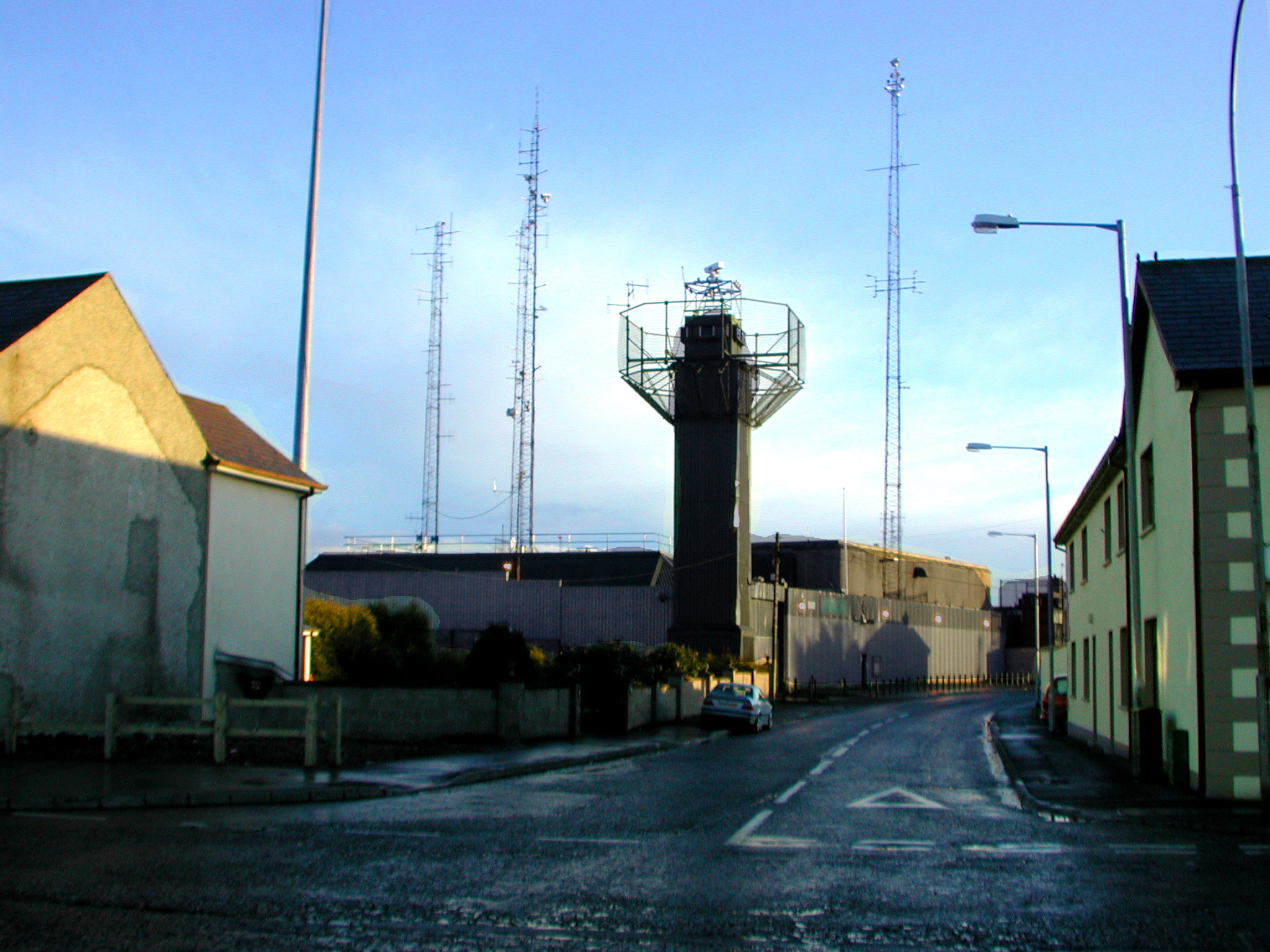
Kaserne des Royal Ulster Constabulary und der britischen Armee, Crossmaglen, County Armagh, 28. April 2001. Im Jahr 2007 wurde sie abgebaut.

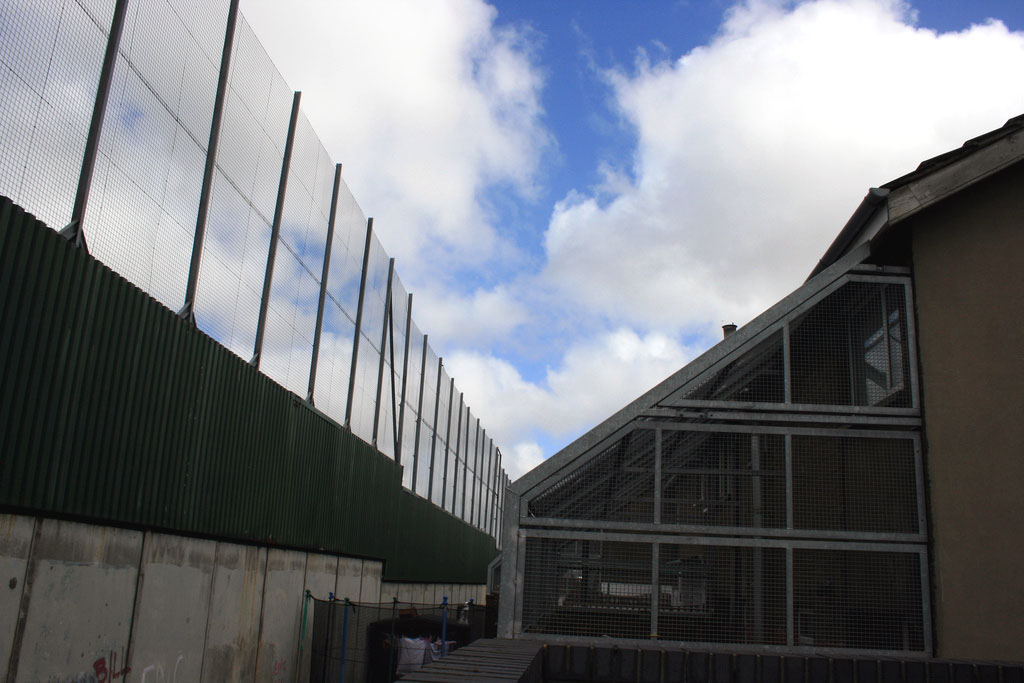
„Peace Line“: Zaun an der Rückseite eines Hauses in der Bombay Street, Belfast (2009)

Die neue Regierung ist seit ihrer Einberufung 1999 mehrfach wieder aufgehoben worden. 2002 weigerten sich die Politiker der damals größten Fraktion, der Ulster Unionists, mit Vertretern der IRA-nahen Sinn Féin weiter im Parlament zu sitzen; die Assembly wurde außer Kraft gesetzt. Anlass war der Verdacht, dass die IRA Spionage in den Regierungsgebäuden betrieben hätte. Die Ermittlungen wurden letztlich ergebnislos eingestellt, sie brachten jedoch 2005 zutage, dass der Bürochef der Sinn Féin in Stormont, Denis Donaldson, jahrelang als Informant für britische Geheimdienste tätig gewesen war. Wenige Monate nach den Enthüllungen wurde Donaldson ermordet aufgefunden.
Seitdem stieg die Democratic Unionist Party unter Ian Paisley zur stärksten Partei auf. Damit wurde Paisley Hauptkandidat für das Amt des Vorsitzenden der Versammlung (First Minister). Seine kompromisslose Haltung und die seiner Partei war es, dass die Macht mit Sinn Féin nicht geteilt werden könne. Dies dürfe erst dann geschehen, wenn diese alle Artikel des Karfreitagsabkommens wie die vollständige Entwaffnung der IRA sowie die uneingeschränkte Unterstützung der nordirischen Polizei umgesetzt hätte.
Am 28. Juli 2005 erklärte die IRA den bewaffneten Kampf für beendet. Zwei kleinere radikale Splittergruppen, die Real IRA und die Continuity IRA, sind jedoch nach wie vor gewaltbereit und halten bis heute am Kriegszustand fest. Bei Ausschreitungen in Dublin, die mit dem Nordirlandkonflikt in Zusammenhang standen, wurden 25 Menschen am letzten Februarwochenende 2006 verletzt, gefolgt von einer anschließenden Entschuldigung des Sinn-Féin-Chefs.
Immer wieder kommt es zu Vorfällen, die direkt oder indirekt mit paramilitärischen Organisationen zu tun haben. Auch die Spannungen zwischen den beiden Volksgruppen enden nicht nur bei den Paraden des Öfteren in Gewaltakten. So wurde zum Beispiel der katholische 15-jährige Michael McIlveen im Mai 2006 von protestantischen Jugendlichen mit Baseballschlägern zu Tode geschlagen. Anfang des Jahres 2007 entwaffnete sich die IRA offiziell.
Danach erkannte die Sinn Féin am 28. Januar 2007 auf einem Sonderparteitag in Dublin in einer historischen Abstimmung von 2000 Delegierten die nordirische Polizei an. Damit überwand sie ein wichtiges Hindernis auf dem Weg zur Wiederherstellung einer nordirischen Regionalregierung. Infolgedessen einigte sich die britisch-protestantische Democratic Unionist Party am 26. März 2007 (Vereinbarung von St. Andrews) auf ein Machtteilungsabkommen mit Sinn Féin.
Am 3. Mai 2007 erklärte die Führung der Ulster Volunteer Force (UVF) endgültig der Anwendung von Gewalt abzuschwören. Damit sei verbunden, dass die UVF aufhöre, als paramilitärische Organisation zu existieren. Gleichwohl werde sie nicht ihre Waffen abgeben, sondern nur unzugänglich machen.
In der Nacht vom 30. auf den 31. Juli 2007 beendete die britische Armee nach 38 Jahren ihren Einsatz in Nordirland. Im Rahmen der „Operation Banner“, die im Zug der Unruhen des Jahres 1969 begonnen hatte, waren insgesamt 300.000 Soldaten im Einsatz gewesen. Um Mitternacht (Ortszeit) übernahm die Polizei wieder die alleinige Verantwortung für die Innere Sicherheit und der Großteil der Militärangehörigen wurde abgezogen.
Am 11. November 2007 verkündete die Ulster Defence Association (UDA), eine andere große paramilitärische Organisation der Loyalisten, ebenfalls einen formellen Gewaltverzicht.
In der Nacht vom 7. auf den 8. März 2009 starben zwei britische Soldaten bei einem Anschlag, als zwei Unbekannte aus einem vorbeifahrenden Wagen das Feuer auf den Eingang der Massereene Barracks bei Antrim, in der Einheiten des Corps of Royal Engineers stationiert sind, eröffneten. Dieses Attentat, bei dem zwei weitere Soldaten und zwei Imbisslieferanten schwer verletzt wurden, kostete zum ersten Mal seit 1997 britische Militärangehörige das Leben. Alle Parteien im Vereinigten Königreich verurteilten das Ereignis einhellig und fürchteten die Erneuerung der Gewaltspirale. Zu dem Attentat bekannte sich die republikanische Splittergruppe Real IRA in einem Anruf bei einer irischen Lokalzeitung. Zwei Tage später erschoss die Continuity IRA einen Polizisten.
Am 2. April 2011 starb in der nordirischen Stadt Omagh bei einem Bombenanschlag ein 25-jähriger Polizist. Der Sprengsatz explodierte unter dem Auto eines seiner Familienmitglieder.
Am 21. und 22. Juni 2011 gab es in Belfast die seit Jahren schwersten Ausschreitungen zwischen etwa 700 vor allem jugendlichen Gewalttätern der beiden Konfessionsgruppen sowie der Polizei, in deren Lauf mehrere Menschen verletzt wurden. Dabei wurden Gegenstände wie Steine, Feuerwerkskörper und Molotowcocktails geworfen; außerdem fielen drei Pistolenschüsse (einer davon verletzte einen Polizisten).
Am 26. Juli 2012, einen Tag vor der Eröffnung der Olympischen Sommerspiele, erklärten verschiedene Splittergruppen die Neugründung der IRA.
Um den 4. Januar 2013 kam es zu blutigen Zusammenstößen von Loyalisten und Nationalisten in Belfast, nachdem der durch Republikaner dominierte Stadtrat entschieden hatte, dass die britische Flagge über dem Rathaus zukünftig nicht mehr das ganze Jahr über gehisst werden soll, sondern nur noch an 17 symbolträchtigen Tagen.

### Regierungskrise 2015

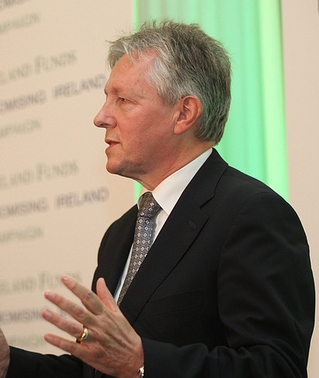
Peter Robinson (2012)

Am 12. August 2015 wurde Kevin McGuigan, ein ehemaliges führendes Mitglied der Provisional IRA (PIRA), in Belfast von Unbekannten erschossen. Der Mord weitete sich in der Folge zu einer Regierungskrise aus. Die Nordirische Polizei (PSNI) stellte fest, dass McGuigan durch einzelne PIRA-Mitglieder erschossen worden sei, dass die PIRA als Organisation weiter existiere, wenn auch nicht mehr als Terrororganisation, und dass die Leitungsebene der PIRA den Mord nicht autorisiert habe. Am 30. August 2015 erklärte die Ulster Unionist Party (UUP) ihren Austritt aus der nordirischen Regierung. Parteiführer Mike Nesbitt erklärte, dass die UUP nicht mit Sinn Féin zusammen in einer Regierung vertreten sein könne, wenn die PIRA entgegen den Bestimmungen des Karfreitagsabkommens weiter existiere. Das Vertrauen sei zerstört. Am 23. August hatte Gerry Adams dazu erklärt, dass die IRA nicht mehr existiere und dass die Morde an Kevin McGuigan und Gerard Davison, einem anderen ehemaligen führenden Republikaner, die in Zusammenhang stehen sollten, nichts mit der IRA zu tun hätten.
Die Democratic Unionist Party (DUP) forderte vom britischen Premierminister David Cameron eine Suspendierung der Nordirland-Versammlung. Als diese nicht erfolgte, trat Peter Robinson (DUP) am 10. September 2015 vom Amt des Ersten Ministers zurück. Drei weitere DUP-Minister folgten ihm in diesem Schritt. Einzig verbleibende DUP-Ministerin in der Regierung war Arlene Foster, die das Amt des First Ministers geschäftsführend übernahm und gleichzeitig Finanzministerin war. Als entscheidendes Ereignis für seinen Schritt nannte Robinson die Festnahme von Bobby Storey, dem Vorsitzenden von Sinn Féin in Nordirland, zusammen mit den bekannten Republikanern Brian Gillen und Eddie Copeland am 9. September. Storey gilt als der Leiter des Geheimdienstes der PIRA und ist ein enger Vertrauter von Gerry Adams. Alle drei Männer wurden am Tag nach ihrer Festnahme ohne weitere Auflagen wieder von der Polizei entlassen. Von Seiten der DUP hieß es dazu, dass durch den Verbleib von Arlene Foster für die Partei in der Regierungsverantwortung ungefähr sechs Wochen Zeit blieben, um eine Lösung der Situation zu finden.
Nach zehnwöchigen Verhandlungen trafen die fünf größten Parteien in Nordirland am 17. November eine Übereinkunft zu einer Reihe von umstrittenen Plänen, die von Premierminister David Cameron als Wendepunkt in der Geschichte Nordirlands bezeichnet wurde und ein Ende der Regierungskrise bedeutete. Die Parteien konnten sich darauf einigen, dass die Zentralregierung in London im Ausgleich für Kürzungen bei den Sozialleistungen, die auch den Rest Großbritanniens betrafen, eine Zahlung von 585 Millionen britischen Pfund vornehmen würde. Nordirland wurde gleichzeitig zugestanden, eine eigene Unternehmenssteuer von 12,5 % festzusetzen, die der der Republik Irland damit angeglichen ist. Des Weiteren wurde im Rahmen der Verhandlungen auch vereinbart, eine neue internationale Gruppe mit der Überwachung der Aktivitäten paramilitärischer Organisationen zu betrauen sowie Grenzkriminalität wie etwa Benzinschmuggel stärker zu bekämpfen.
Wahlkreisergebnisse in Nordirland bei den Wahlen zum Unterhaus des Vereinigten Königreichs 1997–2015:

### Seit 2016, Brexit

Ergebnisse des Brexit-Referendums in Nordirland: blaue Wahlkreise für, gelbe Wahlkreise gegen Brexit

Beim Brexit-Referendum stimmte Nordirland mit einer Mehrheit von 55,8 % für den Verbleib in der EU. Irlands Taoiseach Enda Kenny, der Chef der größten irischen Oppositionspartei Fianna Fáil, Micheál Martin, sowie der nordirische Sinn-Féin-Chef Gerry Adams deuteten daraufhin die Möglichkeit eines Referendums über eine Vereinigung Nordirlands mit der Republik im Süden an. Während des Wahlkampfs hatte Sinn Féin für den Verbleib in der EU geworben; ihr Koalitionspartner, die protestantische Democratic Unionist Party (DUP), war hingegen für einen EU-Austritt eingetreten. DUP-Chefin Arlene Foster bezeichnete den Austritt als Beginn großer Möglichkeiten für Nordirland und das ganze Vereinigte Königreich.
Im März 2016 berechnete das nordirische Wirtschaftsministerium die Risiken eines Brexits mit einem Verlust von bis zu 5,6 % des Bruttosozialprodukts. Im vorherigen Jahr hatte es die Summe der von 2007 bis 2013 erhaltenen EU-Hilfen mit 2,4 Milliarden Pfund beziffert und weitere EU-Hilfen für Nordirland für unbedingt notwendig erklärt.
Anfang Februar 2019, kurz vor dem geplanten EU-Austritt des Vereinigten Königreichs, forderte Sinn-Féin-Chefin Mary Lou McDonald die Abhaltung des im Karfreitagsabkommen vorgesehenen Wiedervereinigungsreferendums. Sie erinnerte daran, dass die nordirische Bevölkerung nicht für den Brexit gestimmt habe und erst recht nicht für eine harte Grenze zu Irland. Dieses Votum sei aber von der britischen Regierung in London ignoriert worden, die sich um die Menschen vor Ort nicht kümmere.
In der nordirischen Stadt Londonderry/Derry explodierte am 19. Januar 2019 eine Autobombe vor dem Gerichtsgebäude. Die britische Polizei nahm am Folgetag zwei Tatverdächtige fest und machte die RIRA bzw. die „Neue IRA“, die 2012 aus dieser hervorgegangen war, für den Anschlag verantwortlich.
Bei schweren Ausschreitungen zwischen Demonstranten und der Polizei am 18. April 2019 in der nordirischen Stadt Londonderry/Derry wurde die Journalistin Lyra McKee angeschossen, die anschließend im Krankenhaus starb. Die Neue IRA bekannte sich zu dem Anschlag.
Bei der britischen Unterhauswahl im Jahr 2019 errangen republikanische Parteien zum ersten Mal in der Geschichte mehr Sitze als die Unionisten. Zu weiteren Ausschreitungen in Nordirland kam es ab dem 29. März 2021.
Die Sinn Féin errang in der Parlamentswahl von Nordirland 2022 im Parlament wie schon 2017 27 der 90 Sitze, erstmals aber auch die höchste Zahl an Erststimmen (First Preference Vote) und wurde damit stärkste Kraft. Eine Regierungsbildung wird als schwierig betrachtet, da sich die DUP als größte unionistische Fraktion aus Protest gegen das Nordirlandprotokoll einer Mitarbeit verweigert. Nichtsdestoweniger steht mit O’Neill erstmals einer republikanischen Person das Amt der Regierungschefin (First Minister) zu. Am 3. Februar 2024 wurde sie als First Minister vereidigt.

## Konfliktparteien

### Irisch-nationalistische Seite
Die mehrheitlich katholischen Nationalisten streben eine Loslösung von Großbritannien und eine Vereinigung mit der Republik Irland an.
- (Provisional) Irish Republican Army (IRA oder PIRA): Die bekannteste paramilitärische Organisation in Nordirland. Am 28. Juli 2005 erklärte sie ihren bewaffneten Kampf für beendet. Die Bezeichnung „Provisional“ bezieht sich auf die Spaltung der IRA bei Ausbruch des Bürgerkriegs 1969; der andere Flügel wird als Official Irish Republican Army (OIRA) bezeichnet.
- Sinn Féin: Ihr Name bedeutet übersetzt „Wir selbst“. Sie gilt als der politische Arm der IRA. Bekanntestes Mitglied der Partei ist Gerry Adams.
- Irish Republican Socialist Party (IRSP) / Irish National Liberation Army (INLA): 1975 aus der OIRA hervorgegangene, sozialistische Partei und ihr bewaffneter Arm. Nach einem 12-jährigen Waffenstillstand erklärte die INLA 2009 das endgültige Ende ihres bewaffneten Kampfes.[49]
- Republican Sinn Féin/Continuity IRA (CIRA): Abspaltung von der PIRA 1986. Nicht im Waffenstillstand.
- 32 County Sovereignty Movement / Real IRA (RIRA): entstanden 1997. Nicht im Waffenstillstand.
- Republican Action Against Drugs: Mit weiteren Splittergruppen zur New IRA (2012). Nicht im Waffenstillstand.
- Social Democratic and Labour Party (SDLP) ist eine Gewalt ablehnende Partei, die friedlich die Vereinigung Nordirlands mit der Republik Irland anstrebt.

### Unionistisch-loyalistische Seite
Die mehrheitlich protestantischen Unionisten wollen Teil des britischen Königreichs bleiben.
- Ulster Unionist Party (UUP): Wichtige politische Partei. Bekanntestes Mitglied der Partei ist David Trimble.
- Democratic Unionist Party (DUP): Protestantisch-unionistische, politische Partei, die das Karfreitagsabkommen lange nicht unterstützte. Bekanntestes Mitglied dieser Partei war der Pfarrer Ian Paisley.
- Ulster Defence Association (UDA): Die wichtigste der protestantischen Paramilitärs, seit 2010 entwaffnet.
- Ulster Freedom Fighter (UFF): Da die UDA lange Zeit eine legale Organisation war, nutzte sie bei Mordanschlägen den Kampfnamen UFF. Die Einheiten verselbständigten sich zum Teil zeitweise.
- Ulster Volunteer Force (UVF): Die zweite protestantische paramilitärische Organisation.

### Nordirische Sicherheitskräfte
Das nationalistische Lager nahm die nordirischen Sicherheitskräfte immer als aktive Konfliktpartei und nicht als neutrale Ordnungsmacht wahr. Besonders sind hierbei die nordirische Polizei Police Service of Northern Ireland (PSNI), ehemals Royal Ulster Constabulary (RUC) mit ihrer beigeordneten paramilitärischen Hilfstruppe Ulster Special Constabulary sowie das Ulster Defence Regiment (UDR), das aus der Ulster Special Constabulary hervorgegangen ist, zu nennen. Eine Reihe offizieller Untersuchungen wie zum Beispiel der Stevens-Report 2003 wies seit Mitte der 1980er Jahre nach, dass es immer wieder zur direkten Zusammenarbeit zwischen Sicherheitsorganen und loyalistischen Todesschwadronen gekommen war. Mit dem britischen Militär kooperierende Agenten verübten auch Morde an vermeintlichen IRA-Sympathisanten, etwa dem Rechtsanwalt Patrick Finucane 1989. Daher wurde die Vorgehensweise der protestantisch/britischen Seite zum Teil als Schmutziger Krieg (Dirty War) bezeichnet.

### Neutrale Konfliktparteien
Als einzige Partei, die zwar den Konflikt als zentralen politischen Punkt betrachtet, sich jedoch keiner Seite zugehörig fühlt und überkonfessionell auftritt, ist die Alliance Party of Northern Ireland zu nennen. Ihre Ziele sind die friedliche Koexistenz aller Bewohner Nordirlands und eine politische Lösung für die Region, die möglichst allen gerecht wird.

### Britische Regierung
Die Nordirlandminister der britischen Regierung regieren Nordirland, wenn dieses nicht dazu in der Lage ist.

### Republik Irland
Das Ziel einer Vereinigung mit Nordirland war in der Verfassung festgeschrieben. Im Zuge des Karfreitagsabkommens verzichtete Irland nach einem Referendum auf diesen Anspruch; der Passus wurde gestrichen. Allerdings hält das Karfreitagsabkommen die Möglichkeit einer Wiedervereinigung mit der Republik Irland ausdrücklich offen, wenn sich die Mehrheit der Nordiren dafür ausspricht. Das war bisher nicht der Fall.

## Filme
- The Wind That Shakes the Barley; Regie: Ken Loach (Großbritannien, Frankreich, Irland 2006); Spielt im Jahr 1920–1921 während des Irischen Unabhängigkeitskrieges
- Vertrauter Feind; Regie: Alan J. Pakula (USA 1997) – Brad Pitt spielt einen verdeckter IRA Kämpfer, der sich mit einem amerikanischen Polizisten (Harrison Ford) befreundet, während er Luftabwehrraketen aus den USA schmuggeln will
- Irland; zweiteilige Dokumentation von Emmanuel Hamon für Arte (Frankreich 2015)
- ’71: Hinter feindlichen Linien; Regie: Yann Demange (UK 2014); Belfast 1971: Jack O’Connell spielt einen jungen englischen Soldaten, der zwischen die bürgerkriegsähnlichen Fronten gerät.
- Bloody Sunday; Regie: Paul Greengrass (Großbritannien, Irland 2002); Handelt vom Blutsonntag am 30. Januar 1972 in der nordirischen Stadt Derry an dem britische Fallschirmkämpfer, welche die Ordnungshüter einer zunächst friedlichen Bürgerrechtsdemonstration unterstützen sollten, provoziert durch jugendliche Steinewerfer 13 irische Demonstranten erschossen und 14 schwer verletzten
- Ein Händedruck des Teufels; Regie: Michael Anderson (Großbritannien, Frankreich, 1959, nach dem Roman Shake Hands with the Devil von Rearden Conner); Spielt 1921 im Irischen Unabhängigkeitskrieg
- Unter Männern (In the Company of Men, BBC 1995, Regie: Molly Dineen); dreiteilige Fernsehserie über den Einsatz der Welsh Guards in Nordirland
- Five Minutes of Heaven, Regie: Oliver Hirschbiegel (Großbritannien, Irland 2009); Liam Neeson Spielt einen Protestanten, der als Jugendlicher einen jungen Katholiken erschossen hat und Jahrzehnte später den Bruder des Opfers (gespielt von James Nesbitt) öffentlich um Vergebung bitten will
- Belfast (2021), Regie: Kenneth Branagh (Großbritannien 2021); Spielt 1969 in Belfast und zeigt die damals beginnenden Unruhen